# Lionel Messi en el Fútbol Club Barcelona

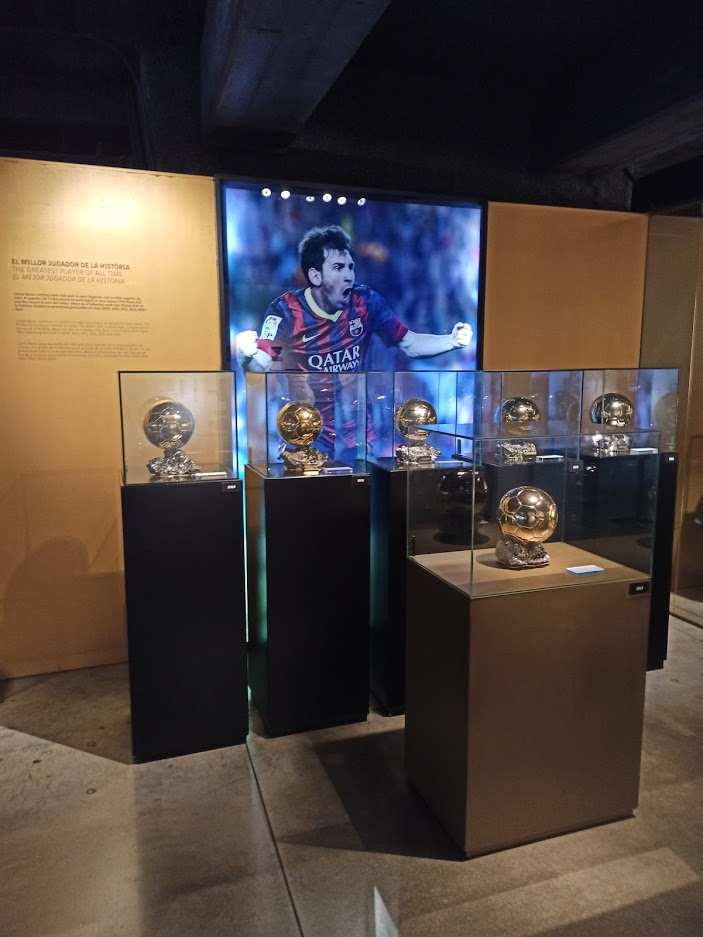
Balones de oro que ganó Messi jugando con el FC Barcelona, en el museo del club.

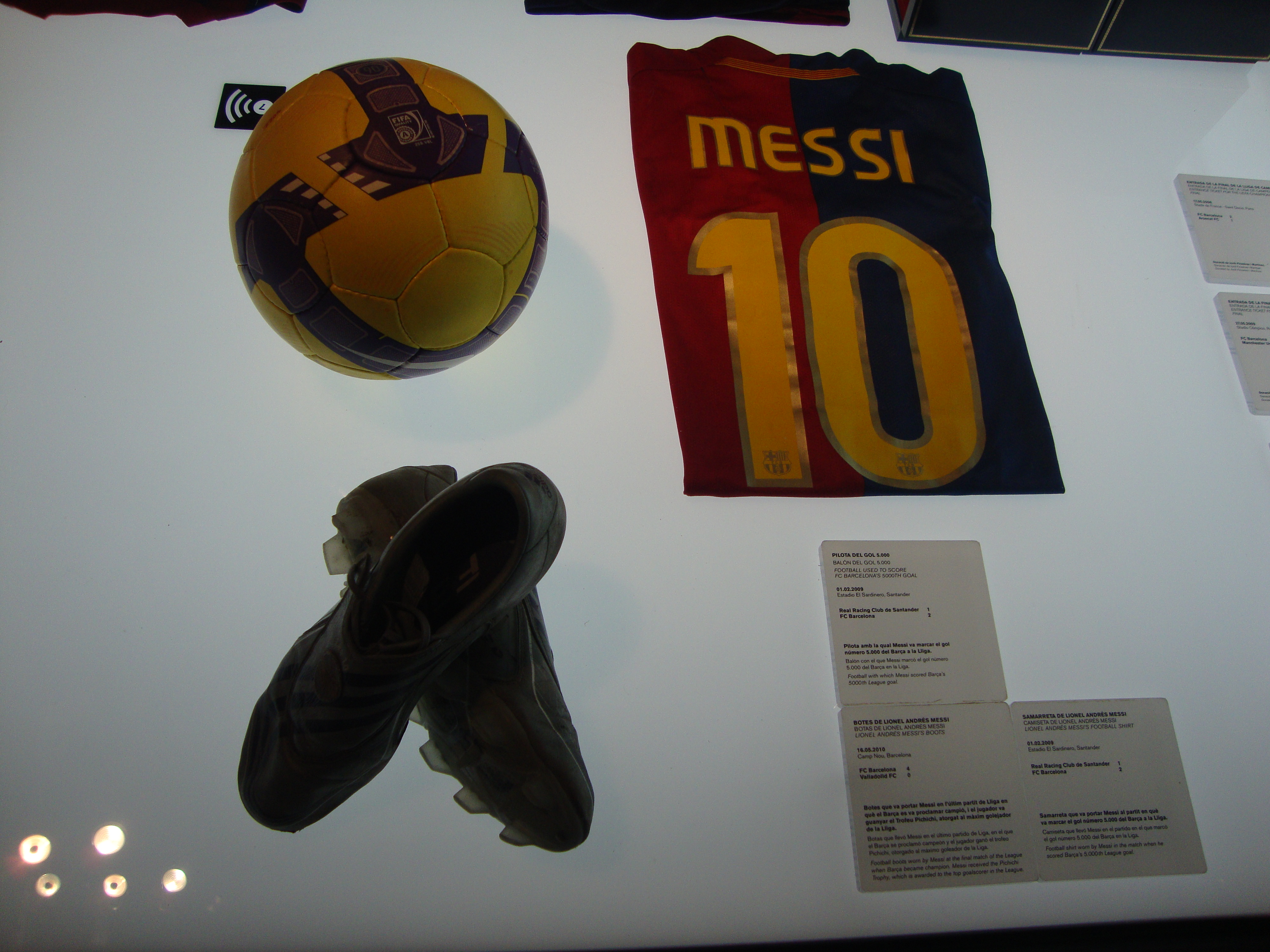
Lionel Messi, en el Museo del Fútbol Club Barcelona.

Este anexo, trata sobre la trayectoria del futbolista argentino Lionel Messi en el Fútbol Club Barcelona, desde su llegada en el año 2000, hasta su salida en 2021.

## Inferiores

### 2000-01: Primera temporada con su nuevo equipo
El argentino llegó a Cataluña el 17 de septiembre de 2000 y se instalaron en el Hotel Plaza. Al no estar presente el director deportivo Carles Rexach, Messi entrenó con el Infantil B. Rexach volvió el 2 de octubre, y tras eso se programó un partido entre cadetes y juveniles. Marcando un gran gol en el partido y demostrando su destreza técnica, Rexach quedó impresionado y decidió ficharlo. El 14 de diciembre, Carles Rexach, Josep Minguella y Horacio Gaggioli (entonces representante de Messi) se comprometieron a que el Barcelona firme a Messi bajo su responsabilidad. El contrato se escribió en una servilleta, la cual Messi firmó. Finalmente, se convirtió oficialmente en jugador del Barcelona el 8 de enero de 2001.
El 6 de marzo, Messi obtuvo su ficha de licencia provisional con el Barcelona. Luego, dirigido por Xavi Llorens, debutó contra el Amposta el 7 de marzo con la dorsal '9' y marcó gol. Su siguiente partido fue contra el Ebre Escola Deportiva, el cual necesitaba para poder superar un requisito federativo imprescindible para jugar en los próximos años partidos oficiales siendo extranjero y menor de edad. Unos segundos después del inicio del partido, en una jugada rápida, se fracturó su peroné tras una acción con Marc Baiges, dejándolo fuera por unos 3 meses. Tras recibir esas noticias, su padre, Jorge Messi, le dio la decisión de volver a Argentina o quedarse en el Barcelona, a lo que Messi decidió quedarse. En su primera temporada en La Masía, en el Infantil B hizo 1 gol en 2 partidos.

### 2001-02: Ascenso al Infantil A y partidos con el Cadete B
Tras recuperarse de su lesión la temporada pasada, Messi fue ascendido al Infantil A, dirigido por Rodolfo Borrell, pero rápidamente subió al Cadete B. En ese equipo jugó junto a Piqué y a Fàbregas, con quienes fue compañero nuevamente una década después, en la temporada 2011-12. Fue dirigido también por Tito Vilanova, el cual fue entrenador suyo 11 años después. Debido a problemas burocráticos, no pudo jugar de manera oficial con el Cadete B por unos meses, pero al final jugó 10 partidos y anotó 9 goles. El 15 de febrero del 2002 fue inscrito como jugador del Barcelona. También jugó varios amistosos, entre ellos la fase nacional de la NIKE Premier Cup, del cual cayeron eliminados en su grupo, y el Trofeo Maestrelli, donde tras ganarle 2-1 al Brescia, 4-1 al Chievo, 1-0 al Inter, 10-1 al Reggina, empatar 1-1 ante la Juventus y finalmente ganar 1-0 al Parma (con asistencia de Messi), salieron campeones del torneo, con Messi como MVP. En el Infantil A hizo un total de 21 goles en 14 partidos, un promedio de 1.5 goles por partido. También salió campeón del grupo I Campeonato Infantil Preferente Catalán.

### 2002-03: Triplete con el Cadete A
Messi fue nuevamente ascendido de cara a su nueva temporada, esta vez al Cadete A dirigido por Àlex García. Jugó el Memorial Kubala entre el 10 y 11 de septiembre, ganándole 2-0 al Valencia en semifinales y luego ganándole la final 1-0 al Villarreal, sustituyendo a Mendy a los 52 minutos. Por el final de la temporada, el cadete ganó la División de Honor Catalana Cadete, el Campeonato de Cataluña de cadetes, donde jugó con una máscara heredada de Puyol, a causa de su fractura de pómulo, la cual se quitó a los 5 minutos debido a fuerte sudoración que la causaba, y terminó marcando dos goles para ganar el partido 4-1 contra el Espanyol, y finalmente el Campeonato de España de cadetes (donde Messi no participó), logrando así un triplete. Messi convirtió 37 goles en 30 partidos, su mayor cantidad en cualquier temporada de cantera en el Barça. También hubo interés de parte del Arsenal para ficharlo, pero no podían ofrecerle piso y trabajo a su padre, Jorge, que era una de las demandas, así que no se pudo llegar a un acuerdo.

### 2003-04: Salto al Juvenil, Barcelona C, Barcelona B, y oportunidad con el primer equipo
Una vez más, fue ascendido del Cadete A al Juvenil B. Debutó el 8 de agosto contra el Feyenoord en el Mundial de Clubes sub-17, ganando 3-1 y asistiendo el 1-1 de Songo'o. Luego jugó el Memorial José Luis Ruiz Casado, ganándole 6-0 al Real Betis con dos goles suyos, pero perdiendo 2-1 la final contra el Real Madrid. Finalmente, jugó la final del Torneo Joan Gil Alonso contra el Espanyol, ganando 2-1 con un gol suyo. Tras esas actuaciones, subió al Juvenil A, donde debutó contra Hércules el 14 de septiembre. El 26 de octubre marcó 4 goles contra el Gimnàstic en la victoria 7-0 del Barça, y luego, el 13 de noviembre, fue llamado para jugar contra el Porto en un amistoso, una gran oportunidad para demostrar su valía. Dos días después, marcó 3 goles contra el Granollers, y el mismo día fue rumbo a Oporto.
El 16 de noviembre se jugó el partido contra el Porto. Tras ir perdiendo 2-0 con goles de Derlei y Almeida, Messi entró a los 74 minutos sustituyendo a Fernando Navarro, convirtiéndose en el tercer jugador más joven en debutar en el Barcelona. Tuvo dos chances claras para marcar pero no pudo convertir ninguna, y el partido terminó 2-0 a favor del Porto.
Volvió al Juvenil A contra el Vilobi el 22 de noviembre, dando una asistencia en la victoria 3-1 del Barça, y poco después subió al Barcelona C, debutando contra Europa el 29 de noviembre. Rápidamente volvió al Juvenil A para jugar el Trofeo Ciudad de Nerja, ganándole 2-0 al Málaga 2-0 en semifinales con dos asistencias suyas y ganando la final contra el Real Betis 3-1 con dos goles suyos. Luego volvió al Barcelona C.
El 18 de febrero, Messi fue nuevamente llamado para jugar un amistoso con el primer equipo, esta vez contra el Shakhtar Donetsk. Entró en el entretiempo por Luis Enrique y jugó todo el segundo tiempo, siendo uno de los protagonistas del partido a pesar de no anotar o asistir. El Barcelona ganó el partido 3-2.
El 6 de marzo, Messi hizo su debut con el Barcelona B contra Mataró, recibiendo una tarjeta amarilla. Jugó algunos partidos más con el equipo hasta lesionarse el mes siguiente, dejándolo fuera contra el Alicante y Villajoyosa. Tras recuperarse, jugó con el Juvenil B contra el Espanyol, marcando gol y ganando el partido 3-1. Poco después salió campeón de la Liga Nacional Juvenil Grupo VII. Para finalizar la temporada con el Barcelona, participó en la Copa del Rey juvenil con el Juvenil A. Marcó un póker contra el Sevilla en octavos de final en el partido de ida, y marcó otro gol en el partido de vuelta. En los cuartos de final se enfrentaron a Real Sociedad, perdiendo el partido de ida 1-0 pero remontando en la vuelta con un 4-0, con gol y asistencia de Messi. En las semifinales jugaron contra Osasuna, empatando el partido de ida 3-3 con un doblete de Messi y empatando el partido de vuelta 1-1, siendo eliminados por gol de visitante.
Marcó 4 goles en 7 partidos con el Juvenil B, 31 goles en 21 partidos con el Juvenil A, 5 goles en 10 partidos con el Barcelona C, 0 goles en 6 partidos con el Barcelona B, y 0 goles en 2 partidos amistosos con el primer equipo. Fue la temporada en la que más equipos jugó, habiendo jugado en 5 distintos equipos.

## Debut oficial con el primer equipo

### 2004-05: Debut oficial y primeros partidos
Jugó la pretemporada con el primer equipo, y marcó su primer gol no oficial contra el Palamós. Luego comenzó la temporada con el Barcelona B. Tras jugar algunos partidos, fue llamado para el primer equipo para jugar contra el Espanyol. Con la dorsal '30', Ingresó a los 82 minutos por Deco, y el partido terminó 1-0 a favor del Barcelona. Poco después, hizo su debut en la Copa del Rey contra Gramenet, siendo también su primer partido como titular en el primer equipo. Fue sustituido a los 73 minutos, y el Barcelona terminó eliminado por 1-0 en tiempo extra. Quedó en la banca por noviembre, jugando también algunos partidos con el Barcelona B, pero volvió al primer equipo el 4 de diciembre contra el Málaga. Tres días después, hizo su debut en la Champions League contra el Shakhtar Donetsk, el cual fue su primer partido en el que jugó un partido completo con el primer equipo.
No jugó con el Barcelona en enero de 2005, a causa de estar jugando el Campeonato Sudamericano Sub-20, pero volvió en febrero. Tras su vuelta, jugó contra el Peña Sport con el Barcelona B, pero salió expulsado a los 82 minutos por protestar. Volvió con el primer equipo contra el Getafe el 17 de abril, y el 1 de mayo, anotó el primer gol oficial en su carrera contra el Albacete. Acabó la temporada con 1 gol en 9 partidos con el primer equipo, y 6 goles en 17 partidos con el Barcelona B. También salió campeón de la Primera División de España.

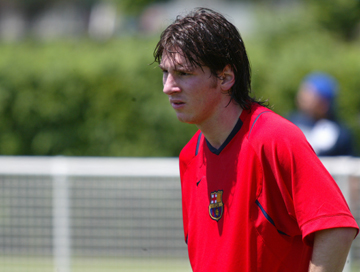
Messi entrenando en octubre de 2006

### 2005-06: Crecimiento en el equipo y reconocimiento internacional

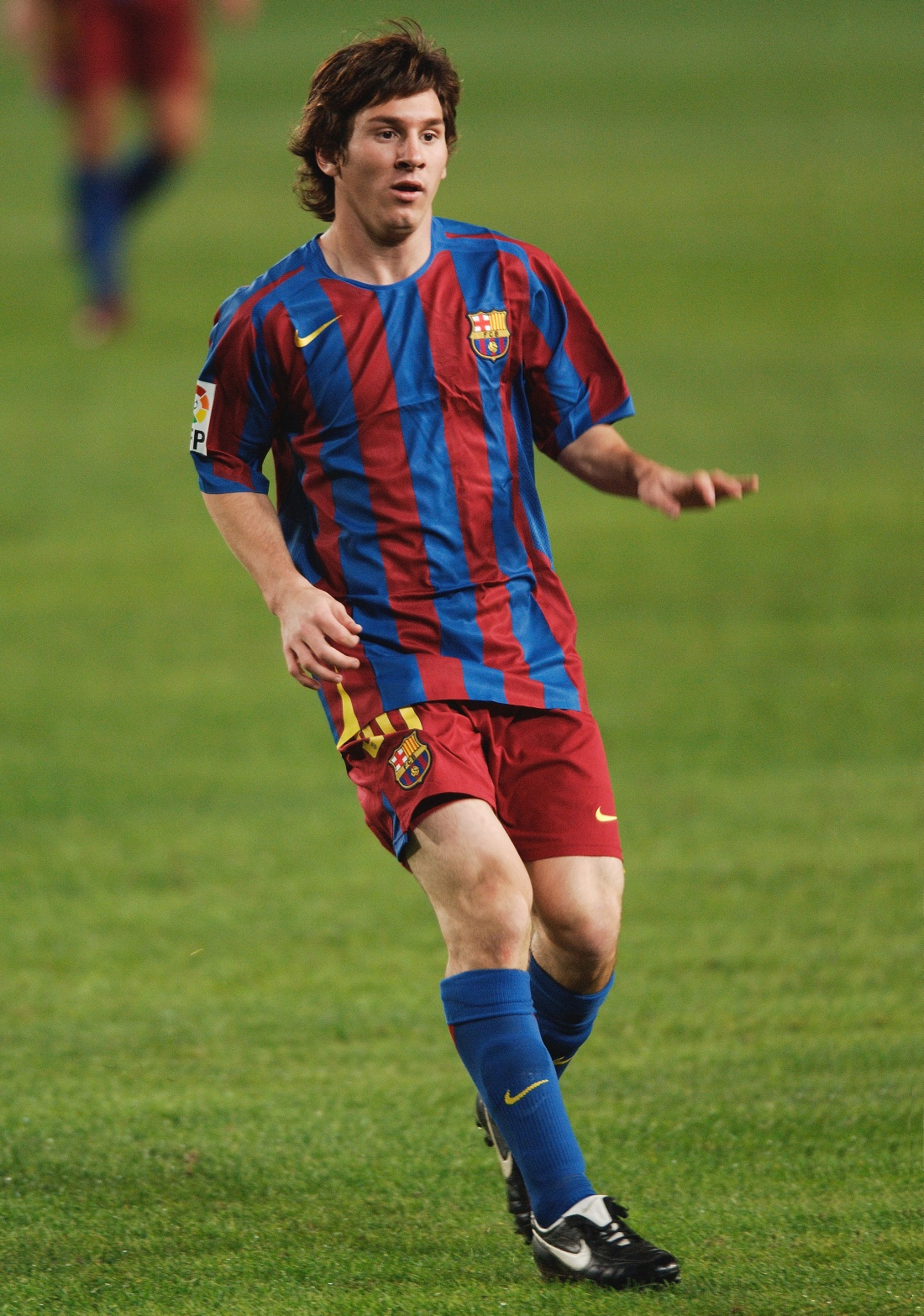
Messi en un partido ante el Málaga en octubre de 2005

Comenzó la pretemporada con un amistoso contra el Shenzhen Ruby y luego ganó el Trofeo Ramón de Carranza contra el Cádiz en la final. Su último amistoso fue contra la Juventus en el Joan Gamper. Hizo un gran partido, asistiendo el 2-1 de Iniesta, y aunque terminaron perdiendo 4-2 en penales, llamó la atención de muchos, siendo uno de ellos Fabio Capello, entrenador de la Juventus.
No pudo jugar los primeros partidos de liga con el Barcelona a causa de no tener nacionalidad española, la cual consiguió el 26 de septiembre. pero si pudo jugar en la Champions League, ganándole 2-0 al Werder Bremen y 4-1 al Udinese. El 2 de noviembre, hizo su primer gol en la Champions League contra el Panathinaikos tras un error defensivo. Más tarde, el 19 de noviembre, hizo su debut en El Clásico, asistiendo el 1-0 de Eto'o. El partido terminó 3-0 para el Barcelona.
En premios individuales, Messi ganó el Premio Golden Boy, el Olimpia de Plata al Futbolista del año en Argentina, y el Premio Clarín a la "Revelación del año", además de salir tercero en el Premio World Soccer al mejor jugador joven del mundo.
El 29 de enero, anotó su primer doblete con el Barcelona ante el Mallorca, pero poco después cayó eliminado de la Copa del Rey al perder en el global 3-5 con el Real Zaragoza. Jugó su primer partido de Champions League en fase KO contra el Chelsea, e hizo una gran actuación según algunos medios. Desafortunadamente, se lesionó en el partido de vuelta por un desgarro de muslo, que lo dejó fuera por el resto de la temporada. Hizo 8 goles y dio 3 asistencias en 25 partidos, y también salió campeón de liga y Champions League. Fue elegido como FIFPro "Mejor futbolista joven" para la temporada 2005-06.

### 2006-07: Primerhat-tricky titularidad

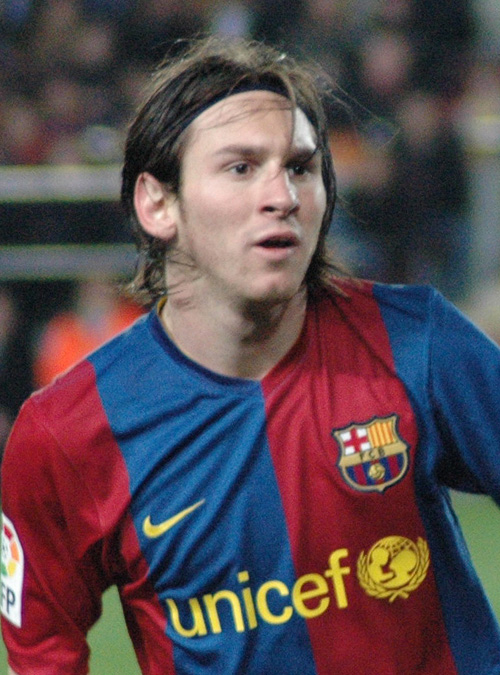
Messi en un partido ante el Deportivo La Coruña en marzo de 2007.

Tras recuperarse de su lesión y jugar el Mundial, Messi volvió al Barcelona para jugar la pretemporada. Tras participar del Tour USA del Barcelona, estrenando la dorsal '19' en vez de la '30' que usó las 2 temporadas previas, jugó la Supercopa de España contra el Espanyol. El Barcelona ganó la supercopa por 4-0 en el global, con participación de Messi en ambos partidos. Poco después jugó la Supercopa de Europa, la cual perdió 3-0 contra el Sevilla.
Tuvo una fractura metatarsiana el 12 de noviembre que lo dejó fuera hasta el 8 de febrero de 2007, dejándolo fuera de una significativa parte de la temporada. A finales del año, fue nominado al Balón de Oro y quedó en 20.º lugar con 2 votos. Volvió contra el Racing de Santander el 11 de febrero. El mes siguiente, cayó eliminado en octavos de final de la Champions League contra el Liverpool, pero poco después, el 10 de marzo, hizo su primer triplete en el Barcelona contra el Real Madrid, recibiendo halagos de la prensa.
Contra el Getafe en semifinales de Copa del Rey, hizo un gol "maradoniano" tras empezar su jugada detrás de la línea del medio y regatear a numerosos rivales (incluido el arquero) para anotar. Este gol luego ganó el premio "Mejor gol del año" por la UEFA.
Terminó la temporada con 17 goles y 3 asistencias en 36 partidos, ganándole el Trofeo Bravo, el Trofeo EFE, entre otros, y colocándolo en el FIFPro World XI.

### 2007-08: Consolidación en el primer equipo y falta de títulos
Tras sus actuaciones en la temporada pasada, Messi se afianzó en el primer equipo. Jugó en la pretemporada la Copa Beckenbauer contra el Bayern Múnich, ganando 1-0 con un gol suyo. A pesar de no marcar en los primeros 2 partidos en el Barcelona, luego logró una racha de 6 partidos consecutivos marcando. También anotó su primer penal con el Barcelona el 22 de septiembre contra el Sevilla. Al final del año, quedó en tercer lugar en el Balón de Oro detrás de Kaká y Cristiano Ronaldo, y segundo en el Jugador Mundial de la FIFA.
Estuvo lesionado entre el 17 de diciembre de 2007 hasta el 14 de enero de 2008 por una lesión de muslo, y volvió el 20 de enero contra el Racing de Santander. Tuvo una sequía desde el 1 de diciembre hasta el 16 de febrero de 2008 sin poder marcar (10 partidos consecutivos), pero luego marcó un doblete contra el Celtic para cortarla. Luego, el 27 de febrero, jugó su partido N.º 100 con el Barcelona en partidos oficiales contra el Valencia en semifinales de la Copa del Rey. Se lesionó nuevamente contra el Celtic el 4 de marzo por un desgarro muscular, dejándolo fuera hasta el 10 de abril. Tras recuperarse, jugó contra el Manchester United las semifinales de la Champions League, donde terminó eliminado el Barça por un global de 0-1.
Al final de la temporada, el Barcelona terminó sin ningún título. Messi anotó 16 goles y dio 13 asistencias en 40 partidos, consolidándose en el equipo y convirtiéndose también en una de las piezas principales del Barça.

## Era dorada del club: el "Pep Team"

### 2008-09: Triplete histórico
Después de dos temporadas sin éxito, el Barcelona necesitaba una reforma, lo que provocó la salida de Rijkaard y Ronaldinho. Tras la marcha de este último, Messi recibió la camiseta con el número 10. Firmó un nuevo contrato en julio de 2008 con un salario anual de 7,8 millones de euros, convirtiéndose en el jugador mejor pagado del club. De cara a la nueva temporada, una de las principales preocupaciones seguían siendo sus frecuentes lesiones musculares, que lo habían dejado al margen durante un total de ocho meses entre 2006 y 2008. Para combatir el problema, el club implementó nuevos regímenes de entrenamiento, nutrición y estilo de vida, y le asignó un fisioterapeuta personal, que viajaría con él durante las convocatorias de la selección argentina. Como resultado, Messi permaneció prácticamente libre de lesiones durante los siguientes cuatro años, lo que le permitió alcanzar su máximo potencial. A pesar de sus lesiones a principios de año, sus actuaciones en 2008 lo volvieron a convertir en segundo por el Balón de Oro y del premio al Jugador Mundial de la FIFA, en ambas ocasiones detrás de Cristiano Ronaldo.
En su primera campaña ininterrumpida, la temporada 2008-09, marcó 38 goles en 51 partidos, contribuyendo junto con Eto'o y el extremo Thierry Henry a un total de 100 goles en todas las competiciones, un récord en ese momento para el club.

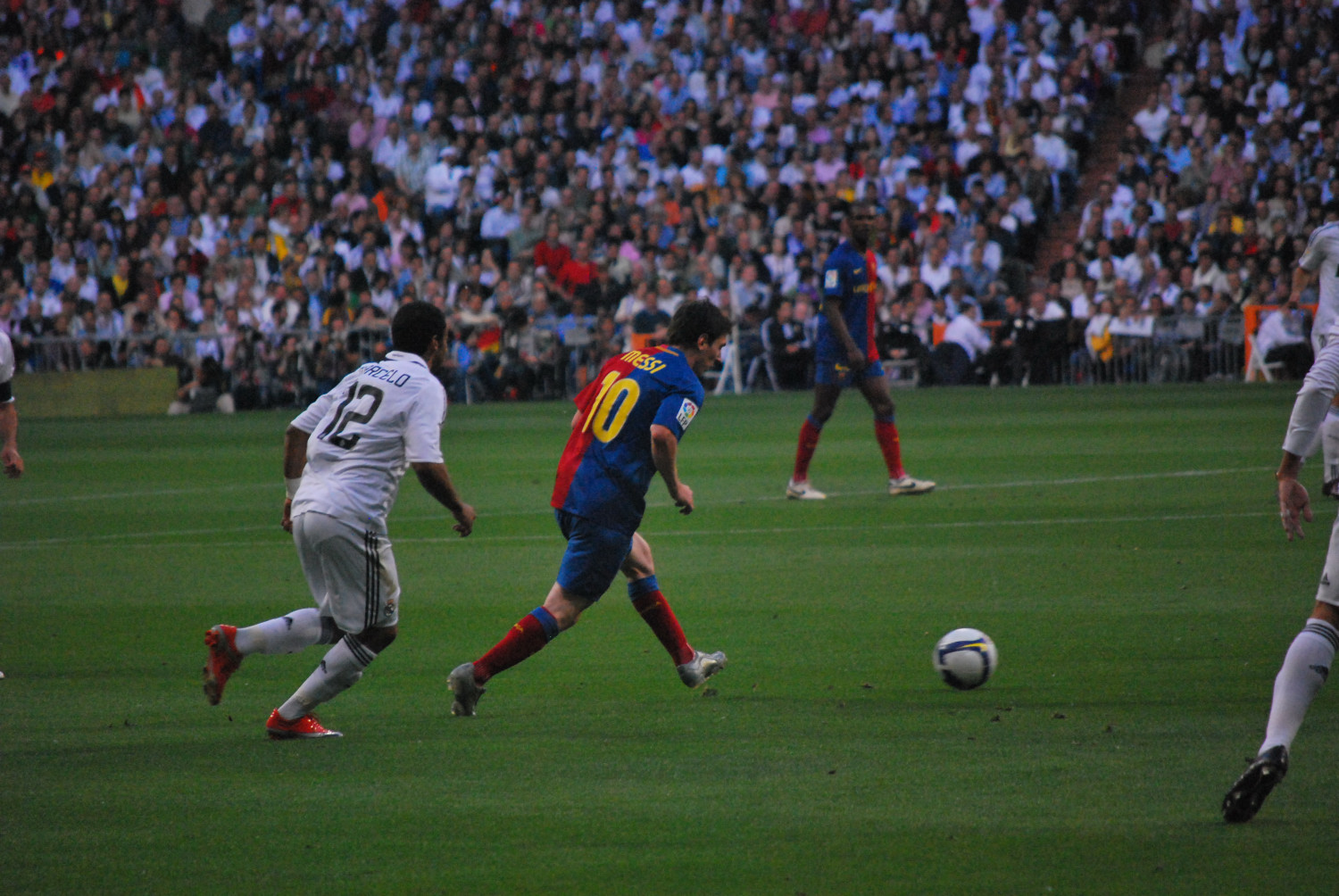
Messi en el histórico Clásico donde Barcelona le ganó por 6 a 2 al Real Madrid en el Santiago Bernabéu.

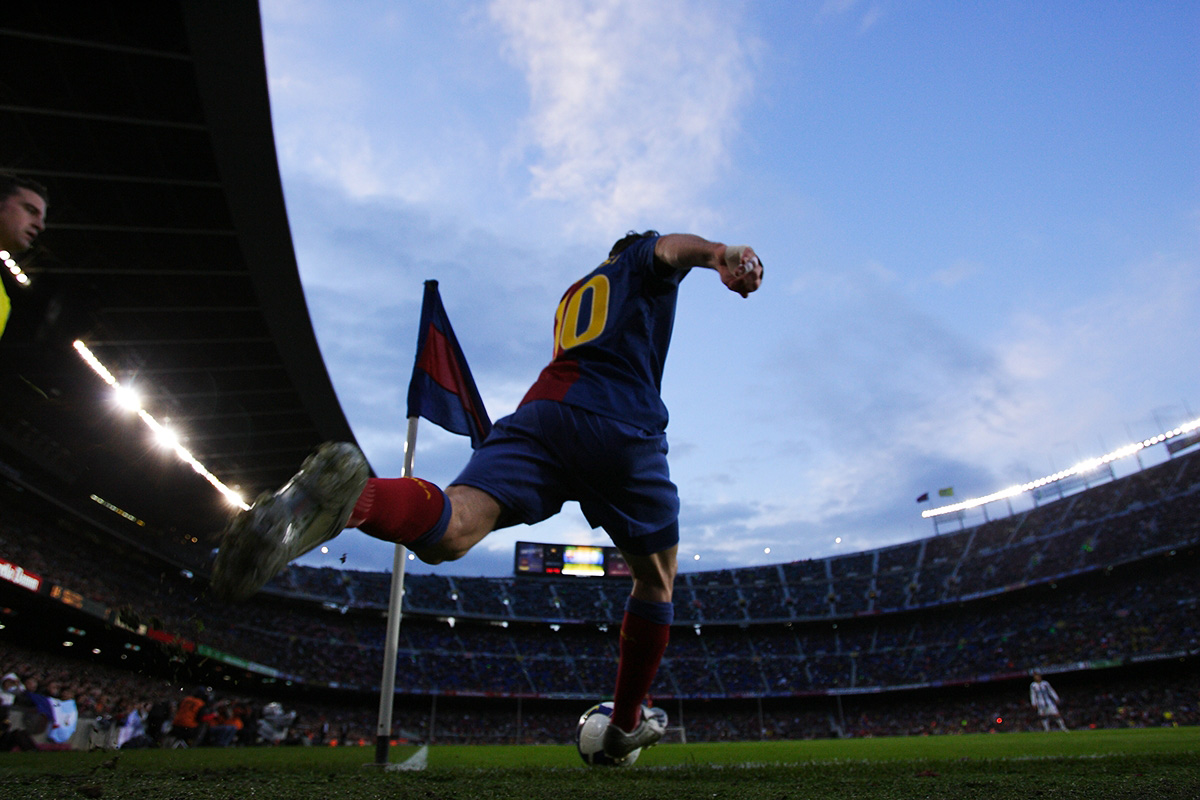
Messi en 2009 en un córner

Durante su primera temporada con el nuevo entrenador del Barcelona, el exjugador y capitán Pep Guardiola, Messi jugó principalmente en la banda derecha, como lo había hecho con Rijkaard, aunque esta vez como un falso extremo con la libertad de cortar por dentro y deambular por el centro. Durante el Clásico del 2 de mayo de 2009, sin embargo, jugó por primera vez como un falso nueve, posicionado como delantero centro pero bajando al centro del campo para combinar con Xavi y Andrés Iniesta. Asistió al primer gol de su equipo y anotó dos veces para finalizar el partido en una contundente victoria por 6-2, el resultado más abultado logrado por el Barcelona en el estadio Santiago Bernabéu. De regreso a la banda, el 13 de mayo jugó su primera final desde que irrumpió en el primer equipo, anotando un gol y asistiendo a un segundo gol cuando el Barcelona derrotó al Athletic de Bilbao por 4-1 para ganar la Copa del Rey. Con 23 goles en la liga de Messi esa temporada, Barcelona se convirtió en campeón de La Liga tres días después y logró su quinto doblete.
Como máximo goleador de la Liga de Campeones de la temporada con nueve goles, el más joven en la historia del torneo, Messi anotó dos goles y asistió en otros dos más para asegurar una victoria por 4-0 en cuartos de final sobre el Bayern Múnich. Regresó como un falso nueve durante la final del 27 de mayo en Roma ante el Manchester United. El Barcelona se coronó campeón de Europa al ganar el partido 2-0, el segundo gol de un cabezazo de Messi, quien a pesar de su baja estatura logró convertir uno de los goles más icónicos de su carrera y la competencia, al sorprender al defensor central Rio Ferdinand pasando la pelota sobre el portero Edwin van der Sar. Barcelona consiguió así el primer triplete de la historia del fútbol español. Este éxito se reflejó en un nuevo contrato, firmado el 18 de septiembre, que comprometió a Messi con el club hasta 2016 con una nueva cláusula de rescisión de 250 millones de euros, mientras que su salario aumentó a 12 millones de euros.

### 2009-10: Primer Balón de Oro
La prosperidad del equipo continuó en la segunda mitad de 2009, cuando el Barcelona se convirtió en el primer club en lograr el sextete, ganando seis trofeos de primer nivel en un solo año. Después de las victorias en la Supercopa de España y la Supercopa de Europa en agosto, Barcelona ganó la Copa Mundial de Clubes contra Estudiantes de La Plata el 19 de diciembre, con Messi anotando el gol de la victoria por 2-1 con el pecho. A los 22 años, Messi ganó el Balón de Oro y el premio al Jugador Mundial de la FIFA, en ambas ocasiones por el mayor margen de votación en la historia de cada trofeo.
Insatisfecho con su posición en la banda derecha, con la adquisición del excéntrico delantero sueco Zlatan Ibrahimović ocupando el papel de delantero central, Messi reanudó su juego como un falso nueve a principios de 2010, comenzando con un partido de la Liga de Campeones en octavos de final contra el VfB Stuttgart. Tras un empate en el partido de ida, el Barcelona ganó el partido de vuelta por 4-0 con dos goles y una asistencia de Messi. En ese momento, se convirtió efectivamente en el punto focal táctico del equipo de Guardiola y su tasa de goles aumentó de manera impresionante. Anotó un total de 47 goles en todas las competiciones esa temporada, igualando el récord del club por parte del brasileño Ronaldo en la campaña 1996-1997. En otro de los momentos más icónicos de su carrera, marcó los cuatro goles de su equipo en los cuartos de final de la Liga de Campeones contra el Arsenal de Arsène Wenger el 6 de abril y se convirtió en el máximo goleador de todos los tiempos del Barcelona en la competición. Aunque el Barcelona fue eliminado en las semifinales de la Liga de Campeones por el eventual campeón, el Inter de Milán, Messi terminó la temporada como máximo goleador (con 8 goles) por segundo año consecutivo. Como máximo goleador de la liga con 34 goles (de nuevo empatando el récord de Ronaldo), ayudó al Barcelona a ganar un segundo trofeo consecutivo de La Liga con una sola derrota y obtuvo su primera Bota de Oro europea.

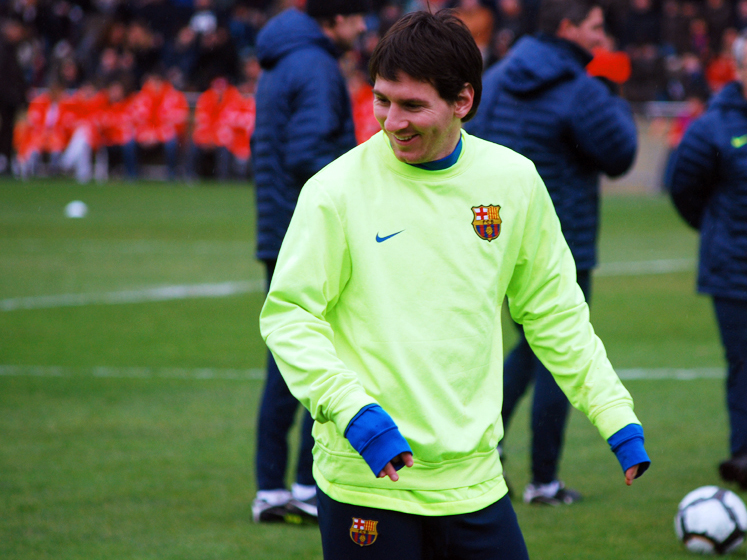
Messi entrenando durante 2010.

### 2010-11: Quinta Liga y tercera liga de Campeones

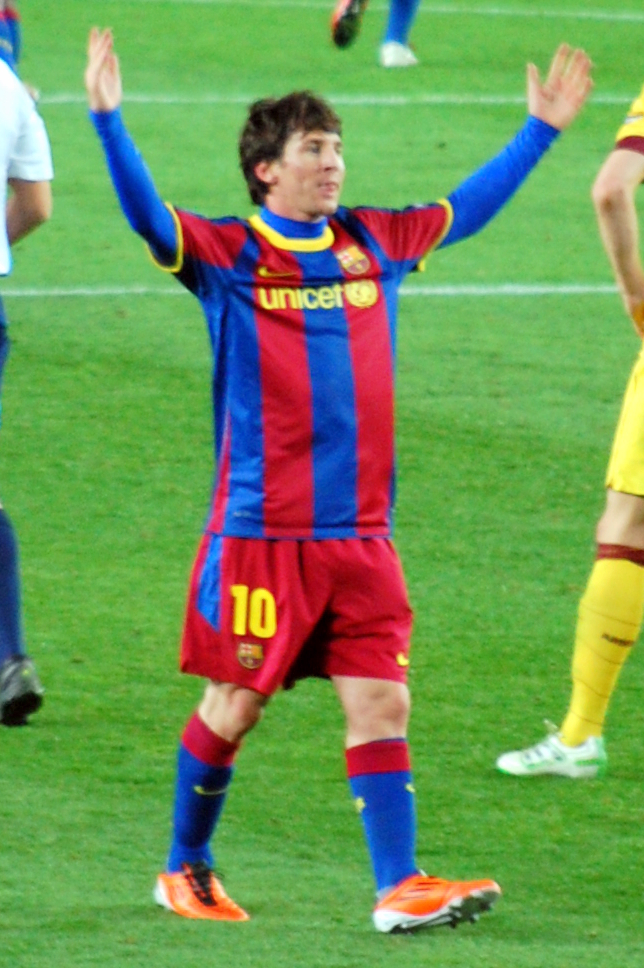
En un partido de Liga de Campeones ante el Arsenal FC

Messi aseguró el primer trofeo del Barcelona de la campaña 2010-11, la Supercopa de España, al anotar un hat-trick en la victoria de su equipo por 4-0 sobre el Sevilla en el partido de vuelta, tras una derrota en el partido de ida. Asumiendo un rol de organizador, volvió a jugar un papel decisivo en el Clásico del 29 de noviembre de 2010, el primero con José Mourinho a cargo del Real Madrid, cuando el Barcelona derrotó a sus rivales por 5 a 0, otra histórica goleada. Messi ayudó al equipo a lograr 16 victorias consecutivas en liga, un récord en el fútbol español, que concluyó con otro triplete contra el Atlético de Madrid el 5 de febrero de 2011. Sus actuaciones en el club durante 2010 le valieron el Balón de Oro inaugural de la FIFA, una combinación del Balón de Oro de France Football y el premio al Jugador Mundial de la FIFA, aunque su victoria fue recibida con críticas debido a su fracaso con Argentina en el Mundial de Sudáfrica 2010. Con el antiguo formato del premio, se habría colocado justo fuera de los tres primeros, debido a los votos de los entrenadores y capitanes internacionales.
Hacia el final de la temporada, el Barcelona jugó cuatro Clásicos en un lapso de 18 días. El partido de Liga del 16 de abril terminó en empate tras un penal de Messi. Después de que el Barcelona perdiera la final de la Copa del Rey cuatro días después, Messi anotó los dos goles en la victoria de su equipo por 2 a 0 en el partido de ida de las semifinales de la Liga de Campeones en Madrid, el segundo de los cuales -tras pasar a tres jugadores del Real en un par de segundos- fue aclamado como uno de los mejores de la historia de la competencia. Aunque no marcó, volvió a ser importante en el empate de vuelta que envió al Barcelona a la final de la Liga de Campeones, donde se enfrentó al Manchester United en una revancha de la final de dos años antes. Como máximo goleador de la competición por tercer año consecutivo, con 12 goles, Messi dio una de sus mejores actuaciones en Wembley el 28 de mayo, anotando el gol de la victoria del Barça por 3 a 1. Barcelona ganó un tercer título consecutivo de La Liga. Además de sus 31 goles, Messi también fue el principal proveedor de asistencias (18) de La Liga. 
Terminó la temporada con 53 goles y 24 asistencias en todas las competiciones, convirtiéndose en el máximo goleador de todos los tiempos del Barcelona en una temporada y el primer jugador del fútbol español en alcanzar la marca de 50 goles.

### 2011-12: Una temporada récord

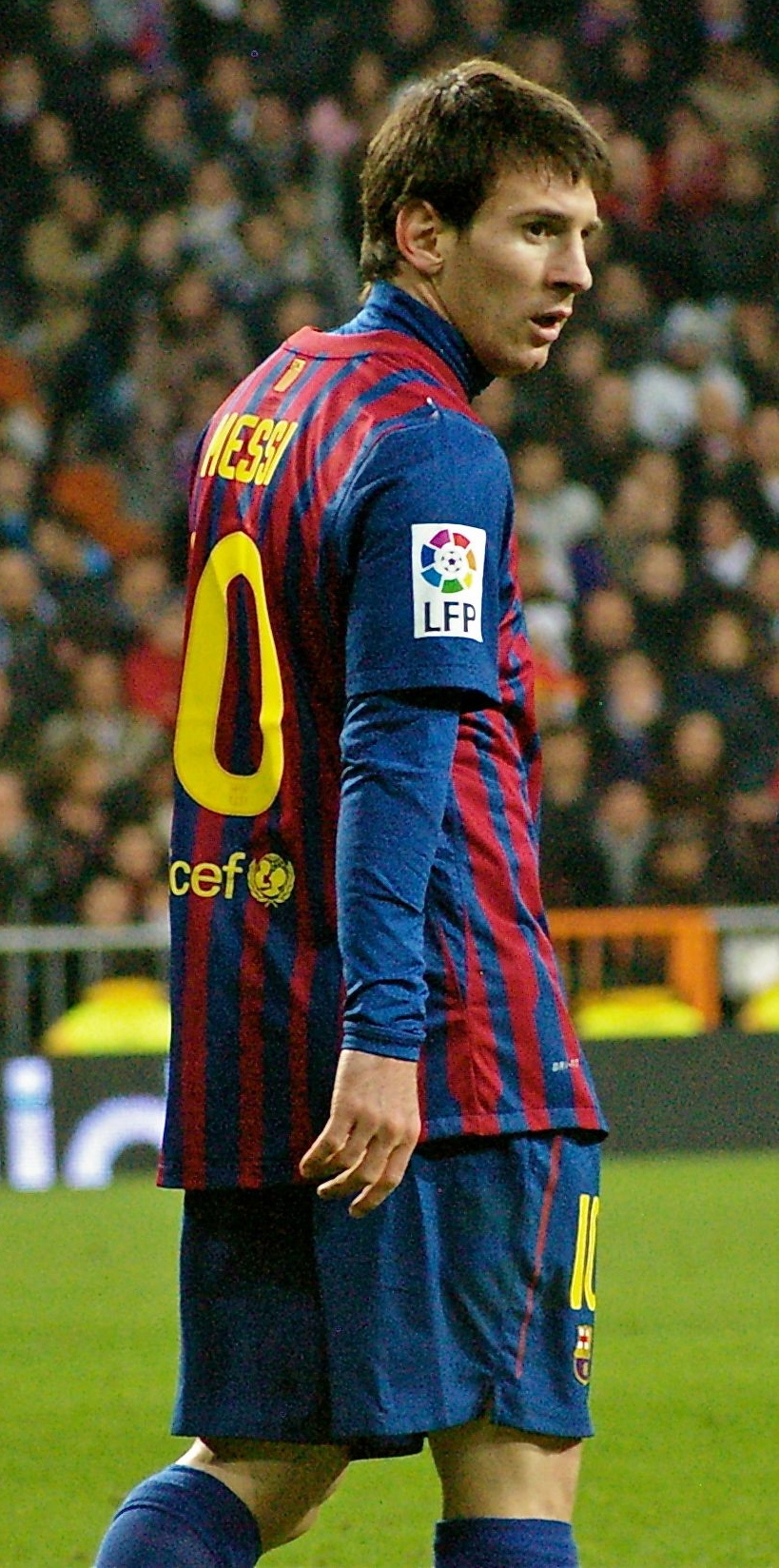
Messi, en la victoria por 1-2 del Barcelona ante el Real Madrid en el Bernabéu, por los cuartos de final de la Copa del Rey en enero de 2012.

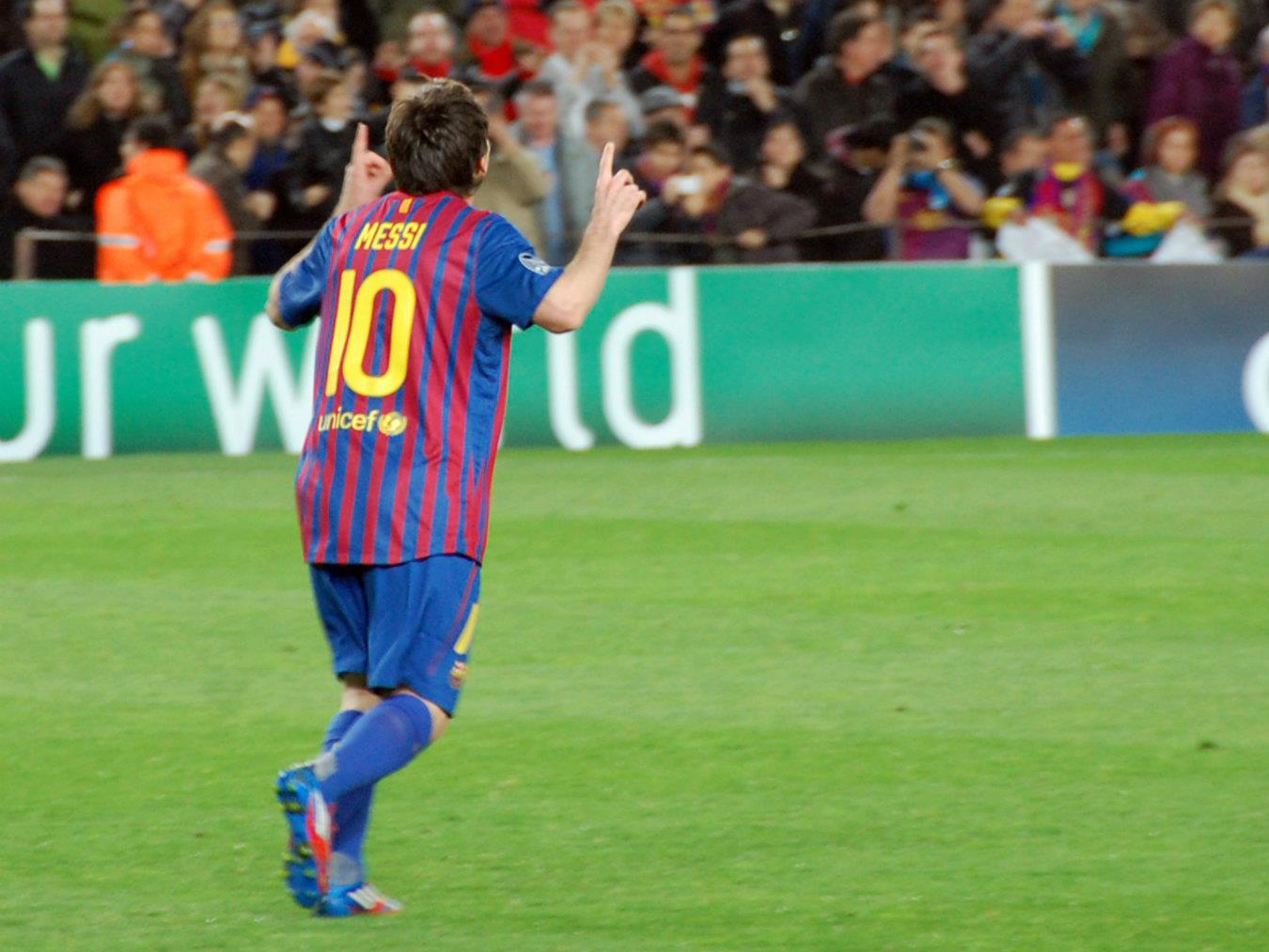
Messi en la temporada 2011-12.

A medida que Messi se convirtió en una combinación de un número 8 (un creador), un 9 (anotador) y un 10 (asistente), anotó una marca sin precedentes de 73 goles y 29 asistencias en todas las competiciones de clubes durante la temporada 2011-12, produciendo un hat-trick o más en 10 ocasiones. Comenzó la campaña ayudando al Barcelona a ganar la Supercopa de España y la Supercopa de Europa; en la Supercopa de España, marcó tres goles para lograr una victoria global por 5-4 sobre el Real Madrid, superando a Raúl como el máximo goleador de todos los tiempos de la competición, con ocho goles. Al cierre del año, el 18 de diciembre, marcó dos goles en la final de la Copa Mundial de Clubes, una victoria por 4-0 sobre el Santos, obteniendo el Balón de Oro como mejor jugador del torneo, como lo había hecho dos años antes. Por sus esfuerzos en 2011, volvió a recibir el Balón de Oro, convirtiéndose en el cuarto jugador en la historia en ganar el Balón de Oro en tres ocasiones, después de Johan Cruyff, Michel Platini y Marco van Basten. Además, ganó el premio inaugural al Mejor Jugador en Europa, un renacimiento del antiguo Balón de Oro. Para entonces, Messi ya era ampliamente considerado como uno de los mejores futbolistas de la historia, junto a jugadores como Diego Maradona y Pelé.
Mientras Messi mantuvo su forma goleadora en la segunda mitad de la temporada, el año 2012 lo vio romper varios récords históricos. El 7 de marzo, dos semanas después de anotar cuatro goles en un partido liguero contra el Valencia, marcó cinco goles en un partido de octavos de final de la Liga de Campeones contra el Bayer Leverkusen, un logro sin precedentes en la historia de la competición. Además de ser el mejor proveedor de asistencias con cinco, esta hazaña lo convirtió en el máximo goleador con 14 goles, empatando el récord de José Altafini de la temporada 1962-63, además de convertirse en el segundo jugador después de Gerd Müller en ser el máximo goleador en cuatro campañas. Dos semanas después, el 20 de marzo, Messi se convirtió en el máximo goleador de la historia del Barcelona a los 24 años, superando el récord de los 232 goles de César Rodríguez hacía 57 años, con un triplete ante el Granada.
A pesar de la forma individual de Messi, el ciclo de cuatro años de éxitos del Barcelona con Guardiola, una de las mejores épocas en la historia del club, llegó a su fin. Aunque el Barcelona ganó la Copa del Rey ante el Athletic de Bilbao el 25 de mayo, su 14° título de ese período, el equipo perdió la liga ante el Real Madrid y fue eliminado en las semifinales de la Champions League por el eventual campeón, el Chelsea, con Messi errando un penal crucial en el segundo tramo contra el larguero. En el último partido de Liga en casa del Barça el 5 de mayo, ante el Espanyol, Messi marcó los cuatro goles antes de acercarse al banquillo para abrazar a Guardiola, que había anunciado su dimisión como técnico. Terminó la temporada como máximo goleador de la liga en España y Europa por segunda vez, con 50 goles, un récord de La Liga, mientras que sus 73 goles en todas las competiciones superaron los 67 goles de Gerd Müller en la temporada 1972-73 de la Bundesliga, convirtiéndolo en el único máximo goleador de la temporada en la historia del fútbol europeo de clubes.

## La "Messidependencia"

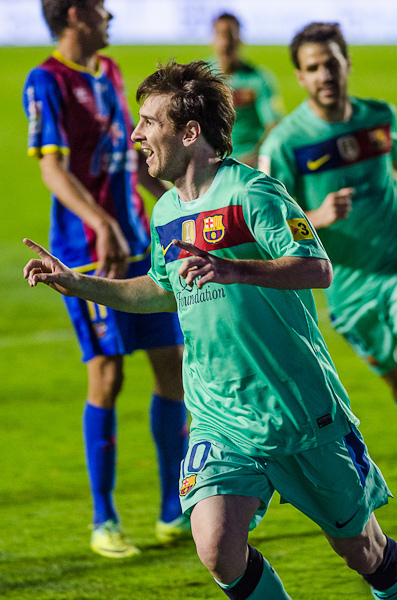
Messi en 2011.

Bajo la dirección del nuevo entrenador Tito Vilanova, quien lo había entrenado por primera vez a los 14 años en La Masia, Messi ayudó al club a lograr su mejor comienzo de temporada en la Liga durante la segunda mitad de 2012, acumulando 55 puntos en la mitad de la competencia, un récord en el fútbol español. Un doblete anotado el 9 de diciembre contra el Real Betis vio a Messi romper dos récords históricos: superó el récord de César Rodríguez de 190 goles en liga, convirtiéndose en el máximo goleador de todos los tiempos del Barcelona en La Liga, y el récord de Gerd Müller de más goles marcados en un año calendario, superando sus 85 goles marcados en 1972 con el Bayern de Múnich y Alemania Occidental. Messi envió a Müller una camiseta del Barcelona con la 10, firmada "con respeto y admiración", tras batir su récord de 40 años. Al cierre del año, Messi había marcado un récord de 91 goles en todas las competiciones para Barcelona y Argentina. Aunque la FIFA no reconoció el logro, citando problemas de verificabilidad, recibió el título de Guinness World Records por la mayoría de goles marcados en un año calendario. Como favorito, Messi volvió a ganar el Balón de Oro, convirtiéndose en el único jugador en la historia en ganar el Balón de Oro en cuatro ocasiones y además consecutivas. Por otro lado, formó parte del FIFA/FIFPro World XI por sexto año consecutivo.
El Barcelona prácticamente se había asegurado su título de La Liga a principios de 2013, igualando finalmente el récord de 100 puntos del Real Madrid de la temporada anterior. Sin embargo, el desempeño del equipo decayó en la segunda mitad de la campaña 2012-13 debido a la ausencia de Vilanova por problemas de salud. Después de perder sucesivos Clásicos, incluidas las semifinales de la Copa del Rey, el Barça estuvo a punto de ser eliminado en los octavos de final de la Liga de Campeones por el AC Milan, pero una recuperación de forma en el partido de vuelta llevó a una remontada 4-0, con dos goles y una asistencia de Messi. Ahora en su novena temporada absoluta con el Barcelona, Messi firmó un nuevo contrato el 7 de febrero, comprometiéndose con el club hasta 2018, mientras que su salario fijo aumentó a 13 millones de euros. Llevó el brazalete de capitán por primera vez un mes después, el 17 de marzo, en un partido de Liga ante el Rayo Vallecano; para entonces, se había convertido en el punto focal táctico del equipo en un grado que podría decirse que solo se comparaba con los exjugadores del Barcelona Josep Samitier, László Kubala y Johan Cruyff. Desde su evolución a un falso nueve tres años antes, su participación en el ataque del equipo había aumentado; del 24% en su campaña del triplete, su contribución a los goles aumentó a más del 40% en esta temporada.
Después de cuatro temporadas en gran parte sin lesiones, las lesiones musculares que anteriormente habían plagado a Messi durante el inicio de su carrera volvieron a ocurrir. Después de sufrir una distensión en el tendón de la corva el 2 de abril, durante los cuartos de final contra el Paris Saint-Germain, sus apariciones se volvieron esporádicas. En el partido de vuelta contra el PSG, con un decaído Barcelona por un gol, Messi salió de la banca en la segunda mitad y en nueve minutos hizo el gol del empate, que les permitió avanzar a las semifinales. Aún sin estar en forma, demostró ser ineficaz durante el partido de ida contra el Bayern Múnich y no pudo jugar en absoluto durante la vuelta, ya que el Barcelona fue goleado por 7-0 en el global ante los eventuales campeones. Estos partidos dieron crédito a la noción de Messidependencia, la percepción de dependencia táctica y psicológica del Barcelona de su jugador estrella.

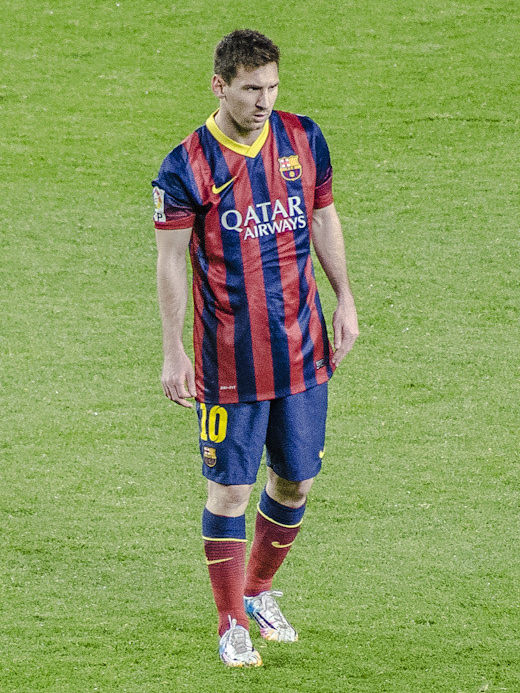
Messi ante el Almería en marzo de 2014.

Messi continuó luchando contra las lesiones durante 2013, y finalmente se separó de su fisioterapeuta personal de toda la vida. El daño adicional en el tendón de la corva sufrido el 12 de mayo puso fin a su racha goleadora de 21 partidos consecutivos de liga, un récord mundial; había anotado 33 goles durante su racha, incluida una exhibición de cuatro goles contra Osasuna, y se convirtió en el primer jugador en marcar consecutivamente contra los 19 equipos rivales de La Liga. Con 60 goles en todas las competiciones, incluidos 46 en La Liga, terminó la campaña como máximo goleador de la liga en España y Europa por segundo año consecutivo, convirtiéndose en el primer jugador de la historia en ganar la Bota de Oro europea en tres ocasiones. Tras un inicio irregular de la nueva temporada con el entrenador Gerardo Martino, ex DT de su club de la infancia Newell's Old Boys, Messi sufrió su quinta lesión en 2013 cuando se lesionó el tendón de la corva el 10 de noviembre, dejándolo fuera de juego durante dos meses. A pesar de sus lesiones, fue elegido segundo en el Balón de Oro, terminando su racha de cuatro años seguidos ante Cristiano Ronaldo.
Durante la segunda mitad de la temporada 2013-14, persistieron las dudas sobre la forma de Messi, lo que llevó a la percepción entre los culés de que se reservaba para el Mundial de Brasil 2014. Estadísticamente, su contribución de goles, tiros y pases se redujo significativamente en comparación con temporadas anteriores. Aun así, logró batir dos récords de larga data en un lapso de siete días: un hat-trick el 16 de marzo contra Osasuna lo vio superar los 369 goles de Paulino Alcántara para convertirse en el máximo goleador del Barcelona en todas las competiciones, incluidos los amistosos, mientras que otro triplete contra el Real Madrid el 23 de marzo lo convirtió en el máximo goleador de la historia del Clásico, por delante de los 18 goles del exjugador del Real Madrid Alfredo Di Stéfano. Messi terminó la campaña con su peor rendimiento en cinco temporadas, aunque logró anotar 41 goles en todas las competiciones. Por primera vez en cinco años, el Barcelona terminó la temporada sin un gran trofeo; fueron derrotados en la final de la Copa del Rey por el Real Madrid y perdieron la Liga en el último partido ante el Atlético de Madrid, provocando que Messi fuera abucheado por sectores de la afición en el Camp Nou. Tras prolongadas especulaciones sobre su futuro con el club, Messi firmó un nuevo contrato el 19 de mayo de 2014, solo un año después de su última actualización contractual; su salario aumentó a 20 millones de euros, o 36 millones de euros antes de impuestos, el salario más alto en el deporte.

## La "MSN"

### 2014-15: Segundo triplete

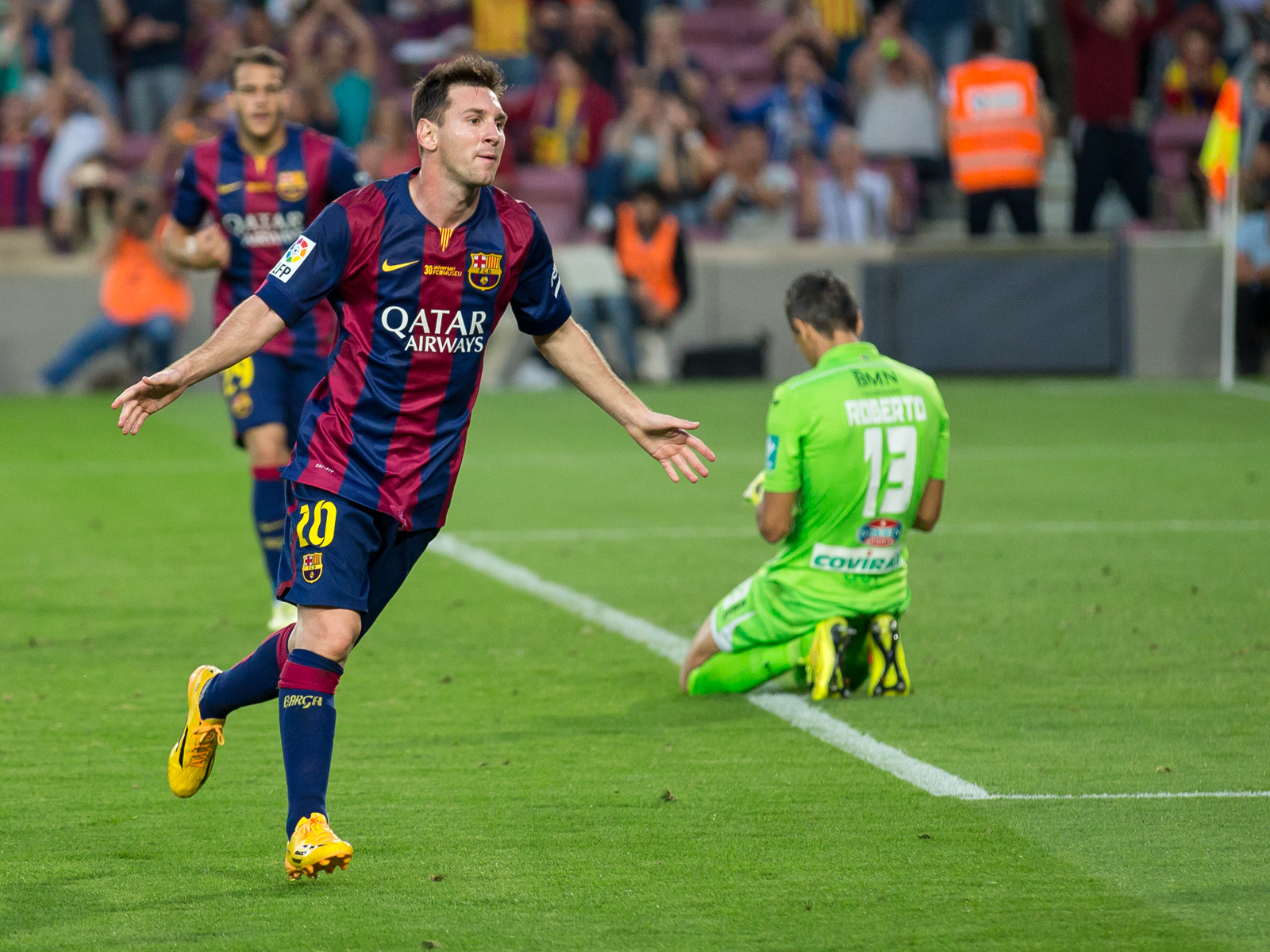
Messi celebrando un gol ante el Granada en octubre de 2014.

Con el nuevo entrenador y excapitán Luis Enrique, Messi experimentó un comienzo sin lesiones en gran parte de la temporada 2014-15, lo que le permitió romper tres récords más a finales de año. Un hat-trick anotado ante el Sevilla el 22 de noviembre lo convirtió en el máximo goleador de todos los tiempos en La Liga, ya que superó el récord de 59 años de 251 goles en liga que tenía Telmo Zarra. Un tercer triplete, marcado ante el Espanyol el 7 de diciembre, le permitió superar a César Rodríguez como máximo goleador de todos los tiempos en el Derbi barcelonés con 12 goles. Messi volvió a ocupar el segundo lugar en el Balón de Oro detrás de Cristiano Ronaldo, en gran parte debido a su segundo lugar con Argentina en la Copa del Mundo.
A principios de 2015, se percibía que el Barcelona se encaminaba a otro final decepcionante de temporada, con especulación en los medios de comunicación de que Messi abandonaba el club. Un punto de inflexión llegó el 11 de enero durante la victoria por 3 a 1 sobre el Atlético de Madrid, la primera vez que el tridente de ataque del Barça formado por Messi, Luis Suárez y Neymar, apodado "MSN", anotó cada uno para la victoria del partido, marcando el comienzo de una racha de gran éxito. Después de cinco años jugando como falso nueve, Messi regresó a su antigua posición en la banda derecha a fines del año anterior, por sugerencia propia, según Luis Súarez. A partir de ahí, recuperó su mejor forma, posiblemente la mejor de su carrera, mientras que Suárez y Neymar acabaron con la dependencia ofensiva del equipo de su jugador estrella. Con 58 goles de Messi, el trío marcó un total de 122 goles en todas las competiciones de esa temporada, un récord en el fútbol español.

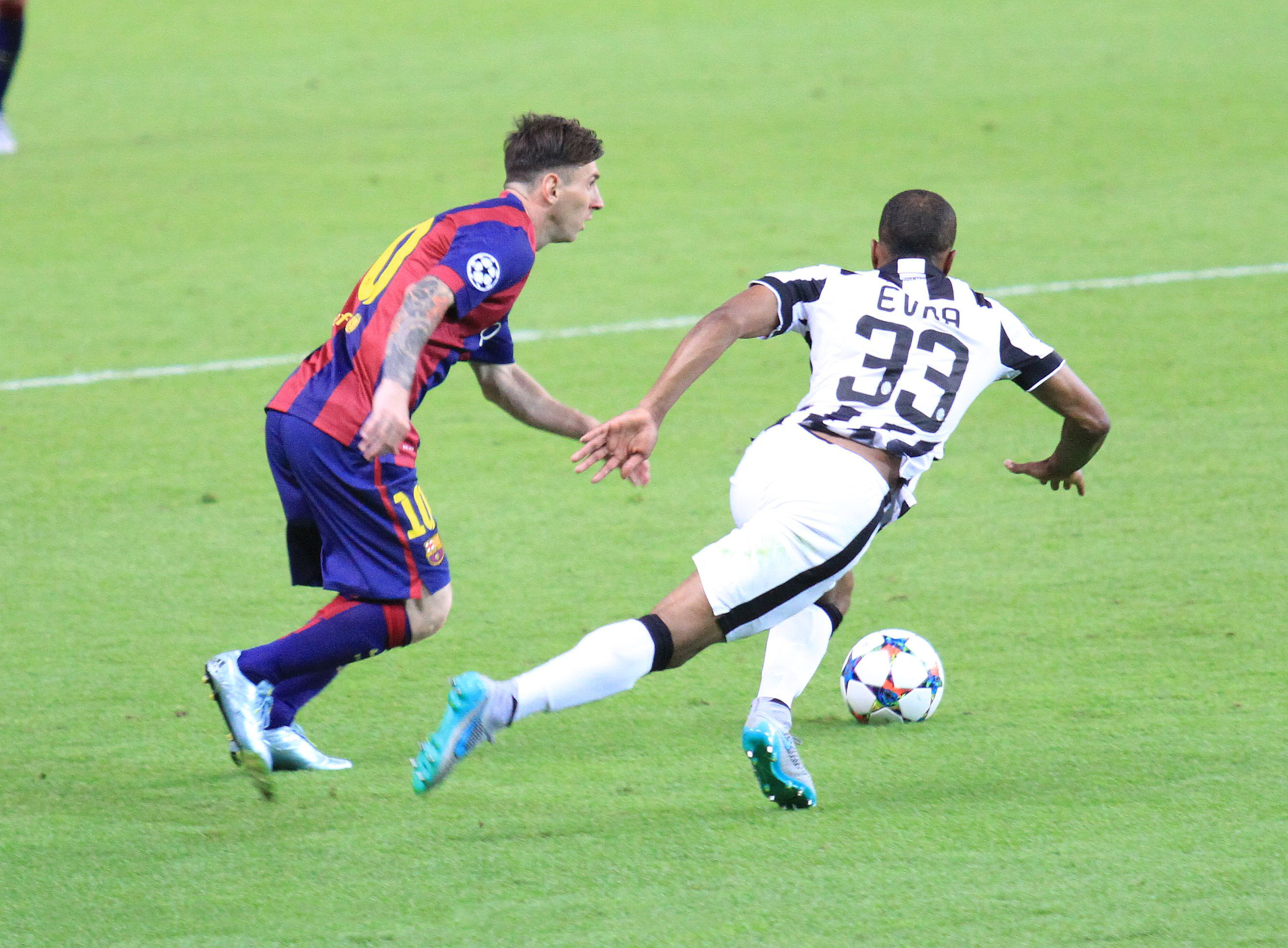
Messi pasando al lateral Patrick Evra de la Juventus en la final de la Champions League 2014-15. Tras el final del partido, Buffon declaró: "Messi es un alien que se dedica a jugar con humanos."

Hacia el final de la campaña, Messi anotó en la victoria a domicilio por 1-0 sobre el Atlético de Madrid el 17 de mayo, asegurando el título de La Liga. Entre sus 43 goles en liga esa temporada anotó un hat-trick en solo 11 minutos contra el Rayo Vallecano el 8 de marzo, el más rápido de su carrera; fue su 32.º triplete en la general para el Barcelona, lo que le permitió superar a Telmo Zarra con la mayor cantidad de hat-tricks del fútbol español. Como mejor proveedor de asistencias de la temporada con 18, superó a Luís Figo con la mayor cantidad de asistencias en La Liga; superó su récord de 106 asistencias en un partido contra el Levante el 15 de febrero, en el que también anotó un hat-trick. Messi marcó dos goles cuando el Barcelona derrotó al Athletic de Bilbao por 3–1 en la final de la Copa del Rey el 30 de mayo, logrando el sexto doblete de su historia. Su primer gol fue aclamado como uno de los más grandes de su carrera; agarró el balón cerca de la mitad de cancha y regateó a cuatro jugadores contrarios con un caño, antes de hacer una finta al portero para que anotara en un espacio reducido junto al poste cercano.
En la Liga de Campeones, Messi anotó dos goles y asistió en otro en la victoria por 3 a 0 en la semifinal ante el Bayern Múnich, ahora bajo la dirección de Guardiola. Su segundo gol, que llegó solo tres minutos después del primero, lo vio picar la pelota por encima del portero Manuel Neuer después de que su regate a Jérôme Boateng hiciera caer al defensa al suelo; el gol se volvió viral, convirtiéndose en el momento deportivo más tuiteado del año, y fue nombrado el mejor gol de la temporada por la UEFA. A pesar de una derrota en el partido de vuelta, el Barcelona avanzó a la final el 6 de junio en Berlín, donde el Barcelona derrotó a la Juventus por 3-1 para ganar su segundo triplete, convirtiéndose en el primer equipo de la historia en hacerlo. Aunque Messi no marcó, participó en cada uno de los goles de su equipo, especialmente en el segundo, ya que forzó una parada del portero Gianluigi Buffon, que Suárez aprovechó para el gol de la victoria. Además de ser el mejor proveedor de asistencias con seis, Messi terminó la competencia como el máximo goleador con diez goles (junto a Neymar), lo que le valió la distinción de ser el primer jugador en alcanzar la máxima posición en cinco temporadas de la Liga de Campeones. Por sus esfuerzos durante la temporada, recibió el premio al Mejor Jugador en Europa por segunda vez.

### 2015-16: Éxito dómestico

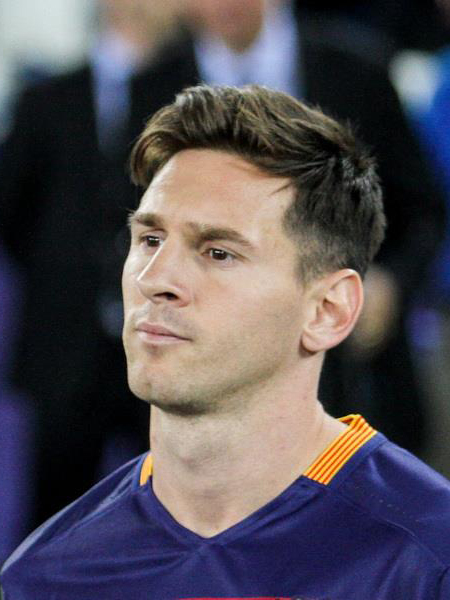
Messi en la final de la Supercopa de Europa 2015.

Messi comenzó la temporada 2015-16 marcando dos goles de tiro libre en la victoria del Barcelona por 5-4 (después de la prórroga) sobre el Sevilla en la Supercopa de Europa. El 16 de septiembre, se convirtió en el jugador más joven en hacer 100 apariciones en la UEFA Champions League en un empate 1-1 ante la Roma. Después de una lesión en la rodilla, regresó a la cancha el 21 de noviembre, haciendo una aparición como suplente en la victoria del Barcelona por 4-0 sobre su rival Real Madrid en El Clásico. Messi culminó el año ganando la final de la Copa Mundial de Clubes 2015 el 20 de diciembre cuando el Barcelona derrotó a River Plate por 3-0 en Yokohama. El 30 de diciembre, Messi anotó en su participación número 500 con el Barcelona, en una victoria en casa por 4-0 sobre el Real Betis.
El 11 de enero de 2016, Messi ganó el Balón de Oro por quinta vez en su carrera, un récord. El 3 de febrero, marcó un triplete en la victoria del Barcelona por 7-0 contra el Valencia en el partido de ida de la semifinal de la Copa del Rey en el Camp Nou. En la victoria en casa por 6-1 contra el Celta de Vigo en la liga, Messi sorprendió a todos cuando en un penal en vez de rematar al arco asistió a Suárez para engañar al portero. Algunos lo vieron como "un toque de genialidad", mientras que otros lo criticaron por ser una falta de respeto al oponente. Los jugadores del Celta nunca se quejaron y su entrenador defendió el penalti diciendo: "Los delanteros del Barça son muy respetuosos". La rutina del penal ha sido comparada con la del icono azulgrana Johan Cruyff en 1982, que en ese momento luchaba contra un cáncer de pulmón, lo que ha llevado a muchos aficionados a indicar que el penalti era un homenaje a él. El propio Cruyff estaba "muy contento" con la obra, insistiendo en que "era legal y entretenida".

«Me siento orgulloso de todo lo que he conseguido en el Barcelona. Siempre es mucho más difícil volver a ganar una vez que consigues todo. Es lo máximo. Estar aquí por novena vez es grandioso y estoy satisfecho de eso. Prefiero ganar un Mundial que cinco Balones de Oro, los trofeos colectivos están por encima de los individuales".

El 17 de febrero, Messi alcanzó su gol número 300 en liga en la victoria por 1-3 ante el Sporting de Gijón. Unos días más tarde, marcó los dos goles en la victoria por 2 a 0 del Barcelona contra el Arsenal en el Emirates Stadium, en el partido de ida de los octavos de final de la UEFA Champions League 2015-16; en dicho partido, el rosarino consiguió batir a Petr Čech por primera vez en su carrera después de 6 enfrentamientos, cuando el checo era guardameta del Chelsea FC, convirtiéndose en el portero n.º 123 al cuál Messi le marca gol.  El 17 de abril, Messi puso fin a una sequía de cinco goles con el gol número 500 de su carrera con club y país en la derrota del Barcelona por 2-1 en casa ante el Valencia. Messi terminó la temporada 2015-16 convirtiendo ambos goles en la victoria del Barcelona por 2-0 en la prórroga sobre el Sevilla en la final de la Copa del Rey 2016, en el Estadio Vicente Calderón el 22 de mayo de 2016, con el club logrando el doblete nacional por segunda temporada consecutiva. En total, Messi anotó 41 goles y brindó 23 asistencias, y el trío de ataque del Barcelona logró un récord español de 131 goles durante toda la temporada, rompiendo el récord que habían establecido la temporada anterior.

### 2016-17: Cuarta Bota de Oro

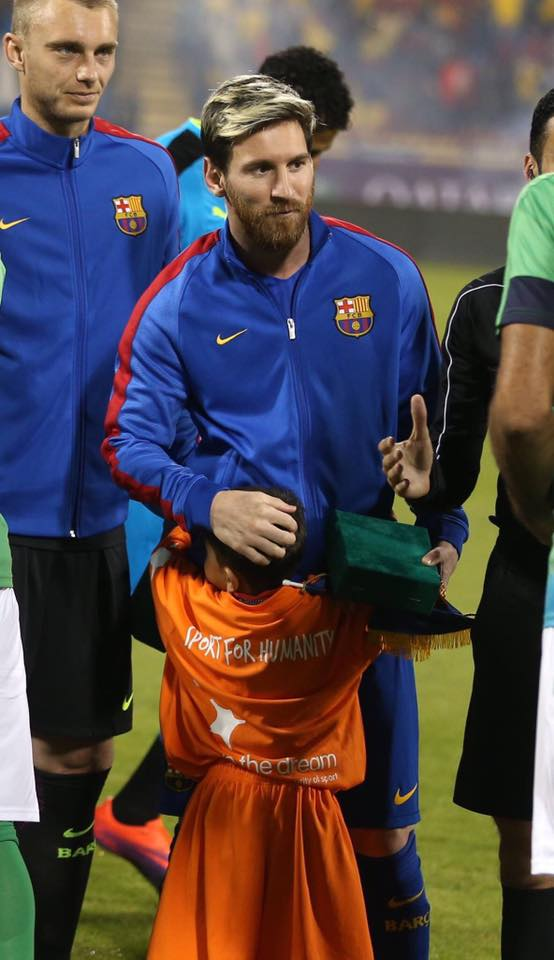
Lionel Messi en 2016, con Murtaza Ahmadi, un niño afgano en un partido amistoso del FC Barcelona, disputado en Qatar.

Messi comenzó la temporada 2016-17 al levantar la Supercopa de España de 2016 como capitán del Barcelona en ausencia del lesionado Andrés Iniesta; participó en el gol de Munir en la victoria por 2-0 sobre el Sevilla en el partido de ida el 14 de agosto, y posteriormente anotó y ayudó en la victoria por 3-0 en el partido de vuelta el 17 de agosto. Tres días después, anotó dos goles y proporcionó una asistencia para llevar al Barcelona a una victoria por 6-2 contra el Real Betis en el partido inaugural de la temporada 2016-17 de La Liga. El 13 de septiembre de 2016, Messi anotó su primer hat-trick de la temporada en el partido inaugural de la campaña de la UEFA Champions League 2016-17 contra el Celtic de Glasgow en una victoria por 7-0; este fue también el sexto triplete de Messi en la Champions League, la mayor cantidad hecha por cualquier jugador en la historia de la competencia. Una semana después, Messi sufrió una lesión en la ingle en el empate 1-1 contra el Atlético de Madrid y estuvo descartado por lesión durante tres semanas. Marcó su regreso con un gol, anotando tres minutos después de salir desde el banquillo en la victoria en casa por 4-0 sobre el Deportivo de La Coruña, el 16 de octubre. Tres días después de esto, anotó su trigésimo séptimo hat-trick con el club cuando el Barcelona derrotó al Manchester City 4 a 0. El 1 de noviembre, Messi anotó su gol número 54, en la fase de grupos de la Liga de Campeones en la derrota del Barcelona por 3-1 ante el Manchester City, superando el récord anterior de 53 goles de Raúl.
Messi terminó el año con 51 goles, lo que lo convirtió en el máximo goleador de Europa, uno por delante de Zlatan Ibrahimović. Después de quedar segundo en el Balón de Oro de 2016, el 9 de enero de 2017 Messi también terminó en segundo lugar, una vez más detrás de Cristiano Ronaldo, en el Premio al Mejor Jugador de la FIFA 2016. El 11 de enero, Messi marcó de tiro libre en la victoria por 3-1 del Barcelona contra el Athletic de Bilbao en el partido de vuelta de los octavos de final de la Copa del Rey, que permitió al Barcelona avanzar a los cuartos de final de la competición; con su 26.º gol de tiro libre para el Barcelona en todas las competiciones, igualó el récord histórico del club, que ya había establecido Ronald Koeman. En su siguiente partido de liga, el 14 de enero, Messi marcó en la victoria por 5-0 ante Las Palmas; con este gol, igualó el récord de Raúl de más equipos anotados en contra en La Liga (35).
El 4 de febrero de 2017, Messi anotó su 27° tiro libre para el Barcelona en la victoria en casa por 3-0 sobre el Athletic de Bilbao en la liga, superando a Koeman como el máximo goleador de todos los tiempos del club en tiros libres. El 8 de marzo, se produjo un hecho inédito y sin precedentes en la historia de la máxima competición europea; el F.C. Barcelona remontó un 0-4, jugado un mes atrás en el Parque de los Príncipes, por los octavos de final ante el París Saint-Germain. El resultado de la vuelta fue 6-1 en el Camp Nou, otorgando al equipo azulgrana el pase a los cuartos de final, siendo hasta la fecha, el único equipo español con opciones al triplete. Con un gol de penalti, Messi aumentó sus registros goleadores, como máximo artillero de la Liga de Campeones 2016-2017 con 11 goles. El 19 de marzo, el argentino alcanzó los 100 dobletes con el Barça, además de los más de 40 goles por temporada en los últimos ocho cursos; en el partido disputado ante el Valencia en el Camp Nou por la vigésima novena fecha de la Liga, con un resultado de 4-2 a favor del equipo blaugrana. El 23 de abril, Messi marcó dos goles en la victoria a domicilio por 3-2 sobre el Real Madrid. Su gol de la victoria en el tiempo de descuento fue el número 500 con el Barcelona. Su memorable celebración lo vio quitarse la camiseta del Barcelona y mostrársela ante los enfurecidos seguidores del Real Madrid, con su nombre y número de cara a la multitud. El 27 de mayo, tras ser eliminado en cuartos de final de la Liga de Campeones por la Juventus y acabar como subcampeón de La Liga, el F.C. Barcelona se proclamó campeón de la Copa del Rey 2016-2017. El partido terminó con un resultado de 3-1 ante el Deportivo Alavés con un gol y asistencia de Messi, en el que fue el partido despedida de Luis Enrique como entrenador azulgrana, y el último partido oficial que se jugara en el mítico estadio Vicente Calderón. En total, Messi terminó la temporada 2016-17 con 54 goles y 16 asistencias, mientras que sus 37 goles en La Liga lo llevaron a ganar los premios Pichichi y la Bota de Oro europea por cuarta vez en su carrera.

## Dominio local con Ernesto Valverde y años difíciles en Champions

### 2017-18: Doblete dómestico y una quinta Bota de Oro récord
Messi abrió la temporada 2017-18 convirtiendo un penal en la derrota en casa por 1-3 del Barcelona ante el Real Madrid en la Supercopa de España. De este modo, Messi también amplió su récord de goles en El Clásico, siendo el gol 24.º oficial y el 25.º en general. El 9 de septiembre, Messi anotó su primer hat-trick de la campaña liguera 2017-18 contra el Espanyol en el Derbi barcelonés, ayudando así a asegurar una victoria en casa por 5-0 para el blaugrana sobre sus rivales locales. Messi anotó dos goles contra Gianluigi Buffon, el 12 de septiembre, cuando el Barça derrotó al campeón italiano Juventus, por 3 a 0 en casa en la UEFA Champions League. El 19 de septiembre, marcó un póker en una goleada por 6-1 sobre el  ÉibarEibar en el Camp Nou por La Liga. Tres semanas después, el 1 de octubre, Messi superó a su excompañero Carles Puyol en el tercer jugador con más partidos en la historia del club, luego de sumar 594 partidos oficiales para el club; en el partido ayudó al Barça a derrotar a Las Palmas por 3 a 0 al asistir en el primer gol de Sergio Busquets; el partido de Liga se jugó a puerta cerrada en el Camp Nou debido a la violencia en Cataluña relacionada con un referéndum independentista en curso.
El 18 de octubre, en su 122.ª aparición a nivel de clubes, Messi anotó su 97.º gol en la UEFA Champions League, y su número 100 en todas las competiciones de clubes de la UEFA, en una victoria por 3 a 1 en casa sobre el Olympiacos. Messi se convirtió en el segundo jugador después de Cristiano Ronaldo en alcanzar este hito de siglo, pero lo logró en 21 apariciones menos que el portugués. El 4 de noviembre, hizo su aparición número 600 con el Barcelona en la victoria por 2-1 en casa sobre el Sevilla en La Liga. Tras recibir su cuarta Bota de Oro, Messi firmó un nuevo contrato con el Barcelona el 25 de noviembre, manteniéndolo en el club durante la temporada 2020-21. Su cláusula de rescisión se fijó en 700 millones de euros. El 7 de enero de 2018, Messi hizo su aparición número 400 en La Liga con el Barcelona en una victoria en casa por 3-0 sobre el Levante, marcando la ocasión con su asistencia en la liga número 144 y su gol número 365 en la liga, el último de los cuales lo vio igualar el récord de Gerd Müller por la mayor cantidad de goles en liga marcados por el mismo club en una de las cinco divisiones más importantes de Europa. Una semana más tarde, rompió el récord al anotar su gol número 366 en La Liga con un tiro libre en la victoria a domicilio por 4-2 contra la Real Sociedad.
El 4 de marzo, marcó el gol número 600 de su carrera con un tiro libre en la victoria en casa por 1-0 sobre el Atlético de Madrid, en La Liga. El 14 de marzo, Messi anotó sus goles 99 y 100 en la Liga de Campeones en la victoria por 3-0 sobre el Chelsea, convirtiéndose en el segundo jugador después de Cristiano Ronaldo en alcanzar este hito, en menos partidos, a una edad más joven y con menos tiros que su homólogo portugués. Su primer gol, que llegó después de solo dos minutos y ocho segundos, también fue el más rápido de su carrera, ya que el Barcelona avanzó a los cuartos de final de la competición por undécima temporada consecutiva. El 7 de abril, marcó un triplete en la victoria por 3-1 sobre el Leganés, incluido su sexto gol de tiro libre de la temporada, igualando el récord establecido por su excompañero Ronaldinho. Una vez más terminó la temporada como el máximo goleador de La Liga, con 34 goles, lo que también lo vio ganar su quinta Bota de Oro. El 21 de abril, Messi marcó el segundo gol del Barcelona, el 40 de la temporada, en la victoria por 5-0 sobre el Sevilla en la final de la Copa del Rey 2018, y luego también asistió para el segundo gol de Suárez; este fue el cuarto título consecutivo del Barcelona y el trigésimo en la general. El 29 de abril, Messi anotó un hat-trick en la victoria a domicilio por 4-2 sobre el Deportivo de La Coruña, en la que el Barcelona logró su 25.º título de liga. El 9 de mayo, Messi anotó cuando el Barcelona derrotó al Villarreal por 5-1 para establecer la racha invicta más larga (43 partidos) en la historia de La Liga. Al final de la temporada, el argentino consiguió ser Pichichi, Bota de Oro y máximo goleador en todas las competiciones europeas.

### 2018-19: Capitán del Barcelona, décima Liga, y sexta Bota de Oro
Con la salida del excapitán Andrés Iniesta en mayo de 2018, Messi fue nombrado nuevo capitán del equipo para la siguiente temporada. El 12 de agosto de 2018, levantó su primer título como capitán del Barcelona, la Supercopa de España, tras una victoria por 2-1 sobre el Sevilla. El 19 de agosto, Messi marcó dos goles para ayudar al Barcelona a derrotar al Alavés por 3-0 en su primer partido de Liga de la temporada, con su primer gol -un tiro libre que rodó por debajo de la barrera de defensores del Alavés- haciendo historia al ser el gol número 6000 del Barcelona en La Liga. El 18 de septiembre, Messi anotó un triplete en la victoria en casa por 4-0 sobre el PSV Eindhoven en el primer partido de la temporada de la fase de grupos de la Liga de Campeones de Barcelona, estableciendo un nuevo récord de más hat-tricks en la competición, con ocho. El 20 de octubre, Messi anotó y asistió en la victoria en casa por 4-2 sobre el Sevilla, pero luego se vio obligado a retirarse en el minuto 26 tras caer torpemente y lesionarse el brazo derecho; las pruebas posteriores confirmaron que se había fracturado el hueso radial, descartándolo durante aproximadamente tres semanas. El 8 de diciembre, Messi anotó dos tiros libres, su noveno y décimo goles a balón parado durante el año calendario, en una victoria a domicilio por 4-0 sobre el Espanyol por La Liga; esta fue la primera vez que logró tal hazaña. Su primer gol fue también su décimo gol en la liga de la temporada, lo que lo convirtió en el primer jugador en alcanzar dobles dígitos en La Liga durante 13 temporadas consecutivas.

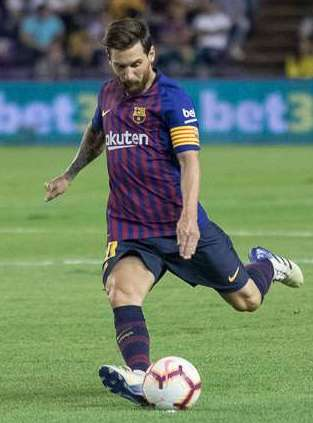
Lionel Messi ante el Real Valladolid, segunda jornada de la Primera División de España 2018-19.

El 13 de enero de 2019, Messi anotó su gol número 400 en La Liga en su participación número 435 en la liga en una victoria por 3-0 sobre el Eibar, convirtiéndose en el primer jugador en lograr esta marca en solo una de las cinco mejores ligas de Europa. El 2 de febrero, Messi marcó dos goles en el empate 2-2 contra el Valencia, con su primer gol desde el punto de penalti, su 50.º gol de penal en La Liga; como tal, se convirtió en el tercer jugador en la historia de La Liga después de Cristiano Ronaldo y Hugo Sánchez en anotar 50 penales en la competición. El 23 de febrero, Messi anotó el hat-trick número 50 de su carrera y también proporcionó una asistencia a Suárez, que ayudó al Barcelona a remontar para lograr una victoria a domicilio por 4-2 sobre el Sevilla en La Liga; el gol fue también el 650.º gol de su carrera para clubes y países. El 17 de marzo completó su cuarto triplete de la temporada, que sirvió para derrotar al Real Betis (1-4) y aumentar a diez puntos la distancia respecto al segundo clasificado. Tras su tercer gol, un remate en vaselina que sorprendió a todos, fue ovacionado por el público del Estadio Benito Villamarín. El 16 de abril, Messi marcó dos goles en la victoria en casa por 3-0 sobre el Manchester United en el partido de vuelta de los cuartos de final de la Liga de Campeones para darle al Barcelona una victoria global por 4-0, que permitió a los catalanes avanzar a las semifinales de la competición por primera vez desde 2015; estos fueron también sus primeros goles en los cuartos de final de la Liga de Campeones desde 2013.
El 27 de abril, Messi salió de la banca y marcó el único gol en la victoria en casa por 1-0 sobre el Levante, lo que permitió al Barcelona hacerse con el título de liga; esta fue su participación número 450 en La Liga y su primer título de liga como capitán del Barcelona. El 1 de mayo, Messi anotó dos goles en la victoria en casa por 3-0 sobre el Liverpool en el partido de ida de las semifinales de la Liga de Campeones; su segundo gol del partido, un tiro libre de 35 yardas, fue el gol número 600 de su carrera, todos los cuales habían sido anotados con el Barcelona. En el partido de vuelta seis días después en Anfield, el Barcelona sufrió una derrota fuera de casa por 4-0, que vio al Liverpool avanzar a la final 4-3 en el global. El 19 de mayo, en el último partido de Liga de Barcelona de la temporada, Messi marcó dos goles en el empate 2-2 a domicilio contra el Eibar (sus goles 49 y 50 de la temporada en todas las competiciones), que le permitió conquistar su sexto Trofeo Pichichi como el máximo goleador de la liga, con 36 goles en 34 apariciones; con seis títulos, igualó a Zarra como el jugador con más premios goleadores de La Liga. También obtuvo su sexta Bota de Oro y un tercer premio consecutivo récord desde la temporada 2016-17. El 25 de mayo, Messi anotó su último gol de la temporada en la derrota por 2-1 ante el Valencia en la final de la Copa del Rey de 2019.

### 2019-20: Un histórico sexto Balón de Oro
El 5 de agosto de 2019, se anunció que Messi se perdería la gira de Barcelona por Estados Unidos después de sufrir una lesión en la pantorrilla derecha. El 19 de agosto, el gol de Messi desde el borde del área contra el Real Betis fue nominado al Premio Puskás de la FIFA 2019. A finales de ese mes, sufrió otra recaída tras el regreso de su lesión en la pantorrilla, que lo descartó del primer partido de la temporada; como resultado, estuvo fuera indefinidamente y solo se esperaba que regresara a la acción con el Barcelona después de la pausa internacional de septiembre. El 2 de septiembre, Messi fue preseleccionado como uno de los tres finalistas del Premio Puskás de la FIFA 2019 y del Premio The Best 2019, y Messi ganó este último el 23 de septiembre.
Messi hizo su primera aparición de la temporada el 17 de septiembre, y el 6 de octubre marcó su primer gol de la temporada con un tiro libre en la victoria en casa por 4-0 sobre el Sevilla; este fue su gol 420 en La Liga, que lo vio romper el récord de Cristiano Ronaldo de 419 goles marcados en las cinco mejores ligas de Europa. El 23 de octubre, Messi anotó su primer gol de la temporada en la Liga de Campeones en la victoria por 2-1 como visitante sobre el Slavia Praga, convirtiéndose en el primer jugador en marcar en 15 temporadas consecutivas de la Liga de Campeones (excluidas las rondas de clasificación). También igualó el récord compartido de Raúl y Cristiano Ronaldo de más equipos anotados en la competición (33). El 29 de octubre, Messi anotó y asistió dos veces en la victoria en casa por 5-1 sobre el Real Valladolid en La Liga; su primer gol, una jugada a balón parado desde 35 yardas, fue el 50.º tiro libre de su carrera. Sus goles (608) también lo llevaron a superar la cuenta de goles de Cristiano Ronaldo (606) a nivel de clubes. El 9 de noviembre, Messi anotó tres goles (incluidos dos tiros libres) en la victoria en casa por 4-1 ante el Celta de Vigo. Este fue su 34.º hat-trick en La Liga, igualando el récord español de la máxima categoría de Cristiano Ronaldo. El 27 de noviembre, en la que fue su participación número 700 con el Barcelona, Messi marcó un gol y asistió a dos más en la victoria en casa por 3-1 sobre el Borussia Dortmund en la UEFA Champions League. El Borussia Dortmund era el 34.º equipo al que había marcado en la competición, batiendo el récord anterior de 33 que tenían Cristiano Ronaldo y Raúl. El 25 de noviembre, fue incluido por la UEFA en el mejor equipo del siglo XXI, y el 2 de diciembre, Messi recibió su sexto Balón de Oro, un hecho sin precedentes. El rosarino, hasta la fecha, tenía una incidencia en el juego mucho mayor que la de los últimos años en el Barça, generando hasta un 64% de los goles del equipo. El 8 de diciembre, Messi anotó su 35.º triplete récord en La Liga con tres goles en la victoria del Barcelona por 5-2 en casa sobre el Mallorca.
El 17 de febrero, se convirtió en el primer futbolista de la historia en conseguir el Premio Laureus al mejor deportista del año, luego de seis nominaciones en años anteriores. El 22 de febrero de 2020, Messi anotó cuatro goles en la victoria en casa por 5-0 sobre el Eibar en La Liga. El 13 de junio, luego de tres meses de parón provocados por la pandemia de COVID-19, el Barcelona visitó el estadio de Son Moix por la vigésimo octava fecha de La Liga, y ganó por 4-0 contra el Mallorca; Messi asistió dos veces y anotó otro, convirtiéndose en el primer jugador de La Liga en marcar 20 goles o más en 12 temporadas consecutivas. El 30 de junio, anotó de panenka en el empate 2-2 en casa contra el Atlético de Madrid en La Liga, para alcanzar su gol 700 en su carrera absoluta con Barcelona y Argentina. El 11 de julio, Messi proporcionó su asistencia número 20 de la temporada liguera para Arturo Vidal en la victoria por 1-0 sobre el Real Valladolid, igualando el récord de Xavi de 20 asistencias en una sola temporada de La Liga (2008-09); con 22 goles, también se convirtió en el segundo jugador de la historia, después de Thierry Henry en la temporada 2002-03 de la Premier League con el Arsenal (24 goles y 20 asistencias), en registrar al menos 20 goles y 20 asistencias en un solo temporada de liga en una de las cinco ligas más importantes de Europa.
Tras su doblete en la victoria por 5-0 ante el Alavés en el último partido de la temporada el 20 de mayo, Messi terminó la temporada como máximo goleador y mejor proveedor de asistencias en La Liga, con 25 goles y 21 asistencias respectivamente, lo que lo vio ganar su séptimo trofeo Pichichi, superando a Zarra; sin embargo, el Barcelona perdió el título de liga ante el Real Madrid en las últimas jornadas. El 9 de agosto, en el partido de vuelta de los octavos de final de la Liga de Campeones contra el Napoli en el Camp Nou, Messi marcó el segundo gol y obtuvo un penalti que condujo a un tercer gol y llevó a su equipo a una victoria en casa por 3-1 y se clasificó 4- 2 en total para los cuartos de final contra el Bayern de Múnich. El 15 de agosto, Messi sufrió su peor derrota como jugador en toda su carrera cuando el Bayern Múnich aplastó al Barcelona por 8 a 2 en un único partido en Lisboa, lo que provocó otra decepcionante salida de la Liga de Campeones.

#### Agosto 2020: Deseo de abandonar Barcelona
Tras el creciente descontento con la dirección del Barcelona dentro y fuera del campo, Barcelona anunció que Messi envió al club "un documento expresando su deseo de irse" el 25 de agosto de 2020. El anuncio obtuvo una respuesta significativa de los medios, incluso de compañeros de equipo actuales y anteriores (que apoyaron la declaración de Messi) y el presidente catalán Quim Torra. El 26 de agosto, el director deportivo del Barcelona, Ramon Planes, reiteró el deseo del club de "construir un equipo alrededor del jugador más importante del mundo" y afirmó que Messi solo podrá irse si un comprador paga su cláusula de rescisión de 700 millones de euros; una opción de rescisión anticipada informada disponible en el contrato de Messi (que le habría permitido dejar el club de forma gratuita) solo podría ejercerse si hubiera comunicado su decisión al Barcelona antes del 31 de mayo de 2020, aunque los representantes del jugador argumentaron que el plazo debería fijarse en 31 de agosto, debido al aplazamiento de la temporada 2019-2020. El 30 de agosto, La Liga emitió un comunicado en el que indicaba que el contrato y la cláusula de rescisión de Messi aún estaban activos.
El 4 de septiembre, Jorge Messi, padre y agente de Lionel, emitió un comunicado en respuesta a La Liga afirmando que la cláusula de rescisión "no es válida cuando la rescisión del contrato es por decisión unilateral del jugador desde el final de la temporada 2019-20", según consta en el contrato de Messi con el Barcelona; momentos después, La Liga emitió una respuesta reiterando su declaración publicada el 30 de agosto. Más tarde esa noche, Messi anunció en una entrevista con Goal que continuaría en el Barcelona durante el último año de su contrato. En la entrevista, Messi afirmó haber informado al Barcelona de su deseo de irse varias veces, y el presidente del club, Josep Bartomeu, dijo que Messi podría decidir al final de cada temporada si podía quedarse o irse, solo para que Bartomeu se refiera a la cláusula de rescisión. Esto dejó a Messi con dos opciones: quedarse o ir a la corte contra el club, con el jugador diciendo "Nunca iría a juicio contra el club de mi vida".

## Etapa con Ronald Koeman y un 'hasta luego' del club

### 2020-21: Máximo goleador histórico de clubes y más apariciones con el Barcelona
En septiembre, comenzó la pretemporada para el argentino, incorporándose a los entrenamientos del equipo a las órdenes del nuevo técnico Ronald Koeman. Esa misma semana, participó en un amistoso ante el Nástic de Tarragona, y por otra parte, ingresó en el selecto club de los deportistas que ganaron más de 1.000 millones de dólares (840 millones de euros) a lo largo de su carrera, según la revista Forbes.
El 17 de septiembre, se cumplieron veinte años de la llegada de Lionel Messi a la ciudad condal y al FC Barcelona, realizando por entonces las pruebas preceptivas, e ingresar en el fútbol base del club. A los dos días siguientes, ganó con el equipo, el Trofeo Joan Gamper, undécimo de su palmarés personal. Y el 26 del mismo mes, jugó ante el Villarreal, debutando con un gol por la primera fecha de La Liga, y convirtiéndose así junto a Xavi Hernández y Carles Rexach, en el jugador con más temporadas en el club (17).
El 7 de noviembre, por la novena jornada de La Liga, el Barça le ganó 5-2 al Betis en el Camp Nou. Con el segundo gol, de los dos que hizo el argentino en el partido, le valió para convertirse en el máximo goleador de la historia del fútbol de primera división en una misma liga, alcanzando a Josef Bican con 447 goles, -Slavia Praga (417) y MFK Vitkovice (30)-, en la liga checoslovaca. El 14 de diciembre, Messi fue incluido como extremo derecho en el Dream Team histórico del Balón De Oro. Ese mismo día, se cumplían veinte años del primer contrato del argentino con el Barça.
El 17 de diciembre, por decimocuarto año consecutivo, fue incluido por la FIFA, en el equipo ideal del año FIFA/FIFPro World XI. Dos días después, el Barça se enfrentó contra el Valencia, con un resultado final de 2-2 en el Camp Nou, por la decimocuarta fecha de Liga. El argentino al meter el primer gol del equipo en el minuto cuarenta y nueve del primer tiempo, luego de fallar un penal ante Jaume Doménech, y en la misma jugada rematar de cabeza un centro de Jordi Alba, se convirtió en el máximo goleador en la historia del fútbol en un mismo club, al igualar los 643 goles que metió Pelé con el Santos de Brasil.
En 2021 Messi arrancó con todo. Hasta la fecha fue el segundo mejor arranque liguero de su carrera, con cuatro goles antes del 10 de enero; alcanzando el FC Barcelona la tercera posición de Liga, y además de la cima para el argentino en solitario de la tabla de goleadores del campeonato, con once goles, perfilándose de esta manera hacia la conquista de su octavo trofeo Pichichi.
El 17 de enero, en la final de la Supercopa de España ante el Athletic Club, el equipo azulgrana perdió en la prórroga por un resultado de 2-3; y en el que sobre el final del encuentro, ocurrió un hecho inédito en el minuto '120 de partido, Messi luego de diecisiete años de carrera profesional con el equipo, recibió su primera tarjeta roja y fue expulsado del partido por una falta sobre Asier Villalibre.
Durante el mes de enero, Messi recibió por parte de la IFFHS, la mención de 'máximo goleador de la historia del fútbol en un mismo club', y además lo incluyó en sus mejores equipos mundial y Conmebol, de la década pasada 2011-20. El 31 de enero, por la vigésima fecha del torneo doméstico, los azulgranas se impusieron por dos goles a uno ante el Athletic Club; el primero, del argentino de falta directa en el minuto veinte de partido, abriendo el marcador, y alcanzando de esta manera los 650 goles oficiales con el primer equipo. Ese mismo día, se publicó el contrato de renovación que firmó Messi con el Barcelona en el año 2017, desvelándose así, que hasta la fecha, era el mayor contrato de la historia del deporte.
El 7 de febrero, el equipo azulgrana se enfrentó ante el Betis, con una victoria de 2-3 en el Benito Villamarín por la jornada veintidós de Liga; Messi le marcó por primera vez al portero Joel Robles, convirtiéndose este así, en el portero cientosesenta y dos que encaja un gol del rosarino. El 21 de febrero, en el Barcelona vs Cádiz de Liga, Messi superó a Xavi Hernández, como el jugador del club con más partidos jugados en la Primera División de España, con 506 partidos por 505 del jugador de Tarrasa; además de ampliar su propio récord a treinta y ocho equipos goleados en Liga. Tres días más tarde, en el Barça vs Elche de Liga, el argentino firmó un doblete, alcanzando así los ciento treinta y dos en el club en partidos oficiales. Ya a finales de mes, el Barça se midió ante el Sevilla, y Messi cortó la racha más larga sin convertirle al equipo hispalense (tres partidos) y continuaba, hasta la fecha, como máximo artillero del campeonato de Liga con 19 goles. Sumaba más tantos que los que anotaron todos los delanteros de la plantilla blaugrana en el certamen (18). Estiró también sus números frente al adversario de turno, equipo al que más batió a lo largo de su carrera con 38 goles en 42 partidos.
A mediados de marzo, se seguían e iban a más, las informaciones sobre el futuro profesional de Lionel Messi. Con libertad para negociar con cualquier club, ya desde el primer día del año, su continuidad en el fútbol; hasta la fecha existían las posibilidades de que se marchase al Manchester City, al PSG -el más interesado por contratarlo-, Newell's Old Boys (club del que es hincha) o a la MSL, más precisamente al equipo de David Beckham, el Inter de Miami. Su postura a comienzos de la temporada fue dejar el Barça, motivado por el desestructurado proyecto deportivo de los últimos tiempos sin casi logros ni trofeos importantes para las vitrinas del club, además de su mala o inexistente relación con el presidente Josep Maria Bartomeu. Pasados los meses, y ante las nuevas circunstancias como la dimisión del presidente, el buen trabajo de Koeman con un estilo de juego definido, y articulando un nuevo equipo repleto de jóvenes promesas como Pedri, Ansu Fati, Riqui Puig, Óscar Mingueza, Ronald Araujo, entre otros, o la llegada de Joan Laporta a la presidencia (quién en su campaña tuvo como prioridad que el rosarino se quede en el club); por todo esto Messi demostró por primera vez, el 7 de marzo, alguna intención de querer quedarse, yendo a votar y personarse ante las urnas blaugranas, y poder entrar en conversaciones con el nuevo presidente y acabar así, en el club que le convirtió en uno de los mejores jugadores del historia del fútbol.
El 16 de marzo, se convirtió junto a Xavi Hernández, en el jugador con más partidos oficiales con el primer equipo -767-. En ese partido, con una victoria azulgrana por 4-1 en el Camp Nou, Messi convirtió dos goles ante el Huesca continuando así como pichichi del torneo; y recortando el equipo además, con el correr de los partidos, de trece a sólo a cuatro puntos, la distancia con el Atlético de Madrid en la cima de la tabla de posiciones.
El 17 de abril, el FC Barcelona se consagró campeón de la Copa del Rey ante el Athletic Club, con un resultado de 4-0 a partido único, que se jugó en el estadio de La Cartuja de Sevilla. Leo Messi, por su juego y sus dos goles en el partido se llevó el 'MVP' (mejor jugador del partido), además de alcanzar los récord de jugador con más títulos del torneo con siete, y máximo goleador en finales con nueve goles, superando a Piru Gaínza y Telmo Zarra respectivamente.
El 16 de mayo, jugó su último partido de la temporada ante el Celta de Vigo en el Camp Nou. Ronald Koeman le dio permiso de adelantar sus vacaciones, y no jugó ante el Eibar, con el equipo ya sin posibilidades de pelea por el título en la última jornada del campeonato de Liga. Acabó pichichi del campeonato por octava vez, y superó así a Eusebio y Gerd Muller como más veces goleador en las ligas europeas; aunque el Barça terminó tercero, con el Atlético de Madrid campeón. Luego de unos días en su casa de Castelldefels, y sin haber aún aclarado su futuro profesional; se marchó rumbo a Argentina para unirse al combinado albiceleste, y así comenzar los entrenamientos del equipo, para la Copa America 2021 que comenzaría el 13 de junio.
El 30 de junio se acabó el contrato que lo vinculaba con el club, y Messi así, después de más de 20 años, dejaba de ser jugador del FC Barcelona.

### Temporada 2021-22: Acaba una era de la manera más inesperada
El 5 de agosto de 2021, se reunían el presidente del FC Barcelona y Messi para firmar la renovación del astro argentino, contrato que le mantendría en el Barça hasta 2026. Ambas partes habían llegado ya a un acuerdo, pero los límites financieros de La Liga, sumado a la crisis financiera del club, hicieron imposible que Leo Messi pudiese continuar en el FC Barcelona; así lo explicó Joan Laporta la mañana del 6 de agosto de 2021. Después de casi 21 años, Messi dejaba de ser jugador del Barça de manera definitiva.
Finalmente, formalizaría su desvinculación del Barcelona en una rueda de prensa ofrecida por él mismo el 8 de agosto de 2021, acompañado por la directiva del club, su familia y algunos compañeros del primer equipo. El jugador, visiblemente conmovido por su partida después de más de dos décadas al servicio del equipo, agradeció por todos los años y la historia forjada, asegurando que... 

Me voy pero no es un adiós, solo un hasta luego. Visca el Barça!!!.